# Campionatul Mondial de Handbal Feminin din 2023
Campionatul Mondial de Handbal Feminin din 2023 a fost a XXVI-a ediție a turneului organizat Federația Internațională de Handbal (IHF) și a avut loc între 29 noiembrie și 17 decembrie 2023, în Danemarca, Norvegia și Suedia. Acestea au primit statutul de țări gazde pe 28 ianuarie 2017, fiind prima dată în istoria competiției când campionatul mondial a fost organizat în trei țări. Pe 18 octombrie 2018, la sfârșitul unui congres desfășurat la Doha, în Qatar, Federația Internațională de Handbal a anunțat că, începând cu ediția din 2021, turneul final al Campionatului Mondial va fi extins la 32 de echipe, față de 24 anterior.

## Procesul de selecție
Cele trei țări au concurat cu Ungaria pentru dreptul de a organiza Campionatul Mondial de Handbal Feminin din 2023. Federația Internațională a hotărât ca votul pentru selectarea țării care va găzdui competiția să aibă loc în timpul Campionatului Masculin din 2017, în cursul unei întruniri a Consiliului IHF desfășurate la Paris, în Franța, pe 28 ianuarie 2017.
Cele două candidaturi concurente au propus ca gazde ale competiției următoarele orașe și săli:
| DANEMARCA, NORVEGIA și SUEDIA | DANEMARCA, NORVEGIA și SUEDIA | DANEMARCA, NORVEGIA și SUEDIA  | DANEMARCA, NORVEGIA și SUEDIA |
| Oraș gazdă                    | Țară gazdă                    | Sală                           | Capacitate                    |
| ----------------------------- | ----------------------------- | ------------------------------ | ----------------------------- |
| Herning                       | Danemarca                     | Jyske Bank Boxen               | 12.500                        |
| Kolding                       | Danemarca                     | Sydbank Arena                  | 5.000                         |
| Oslo                          | Norvegia                      | Nye Jordal Amfi                | 5.500                         |
| Trondheim                     | Norvegia                      | Trondheim Spectrum             | 8.800                         |
| Malmö                         | Suedia                        | Malmø Arena                    | 13.000                        |
| Göteborg                      | Suedia                        | Scandinavium                   | 12.000                        |
| UNGARIA                       |                               |                                |                               |
| Oraș gazdă                    | Țară gazdă                    | Sală                           | Capacitate                    |
| Veszprém                      | Ungaria                       | Veszprém Aréna                 | 8.000                         |
| Győr                          | Ungaria                       | Audi Aréna                     | 5.500                         |
| Szeged                        | Ungaria                       | Sala Sporturilor din Szeged    | 8.000                         |
| Budapesta                     | Ungaria                       | Sala Sporturilor László Papp   | 12.000                        |
| Debrețin                      | Ungaria                       | Sala Főnix                     | 6.000                         |
| Tatabánya                     | Ungaria                       | Sala Sporturilor din Tatabánya | 6.000                         |

În introducerea candidaturii comune a celor trei țări, prezentatoarea și reporterul sportiv Ulla Essendrop a subliniat îndelungata tradiție handbalistică din cele trei țări, inclusiv experiența acestora în găzduirea în trecut a mai multor evenimente sportive internaționale majore.
Delegațiile daneză, norvegiană și suedeză au confirmat puternicul sprijin pentru candidatură acordat de comunitățile handbalistice și de guvernele celor trei state, au garantat desfășurarea în cele mai sigure condiții a acestui eveniment sportiv și au asigurat cooperarea deplină cu autoritățile relevante pentru implementarea unei proceduri de vize eficiente pentru toate delegațiile și toți oficialii participanți.
Dreptul de organizare a Campionatului Mondial de Handbal Feminin din 2023 a fost acordat Danemarcei, Norvegiei și Suediei, prin votul secret al membrilor Consiliului IHF.

## Sălile
Campionatul mondial din 2023 s-a desfășurat în șase săli din șase orașe gazdă.
| Jyske Bank Boxen Capacitate: 12500                        | Arena Nord Capacitate: 2500         | DNB Arena Capacitate: 2800     |
|                                                           |                                     |                                |
| FrederikshavnHerningStavangerGöteborgTrondheimHelsingborg |                                     |                                |
| Trondheim                                                 | Helsingborg                         | Göteborg                       |
| Trondheim Spektrum Capacitate: 8800                       | Helsingborg Arena Capacitate: 13000 | Scandinavium Capacitate: 12000 |
|                                                           |                                     |                                |

## Turneele de calificare
| Competiția                                       | Date                               | Gazde                                     | Locuri disponibile | Calificate                                                                                      |
| ------------------------------------------------ | ---------------------------------- | ----------------------------------------- | ------------------ | ----------------------------------------------------------------------------------------------- |
| Țări gazde                                       | 28 ianuarie 2017                   | Paris                                     | 3                  | Danemarca · Norvegia · Suedia                                                                   |
| Campionatul African de Handbal Feminin din 2022  | 9–19 noiembrie 2022                | Senegal                                   | 4                  | Angola · Camerun · Congo · Senegal                                                              |
| Campionatul European de Handbal Feminin din 2022 | 4–20 noiembrie 2022                | Muntenegru · Macedonia de Nord · Slovenia | 3                  | Franța · Muntenegru · Țările de Jos                                                             |
| Meciurile de baraj europene                      | 2 noiembrie 2022 – 12 aprilie 2023 | —                                         | 10                 | Cehia · Croația · Germania · Polonia · România · Serbia · Slovenia · Spania · Ucraina · Ungaria |
| Campionatul Central și Sud-American din 2022     | 15–19 noiembrie 2022               | Argentina                                 | 2                  | Brazilia · Argentina                                                                            |
| Campionatul Asiatic de Handbal Feminin din 2022  | 24 noiembrie – 4 decembrie 2022    | Coreea de Sud                             | 5–6                | China · Coreea de Sud · Iran · Japonia · Kazahstan                                              |
| Campionatul Nord-American și Caraibian din 2023  | 4–11 iunie 2023                    | Groenlanda                                | 1                  | Groenlanda                                                                                      |
| Campionatul Americii Centrale din 2022           | 28 Februarie – 4 martie 2023       | Nicaragua                                 | 2                  | Chile · Paraguay                                                                                |
| Wildcard                                         | 3 iulie 2023                       |                                           | 2                  | Austria · Islanda                                                                               |

^1. Dacă echipele din Oceania (Australia sau Noua Zeelandă) care participă în Campionatul Asiatic se clasează în top 5, ele se vor califica la Campionatul Mondial. Dacă se clasează pe locul 6 sau mai jos, în locul lor se vor acorda wildcard-uri.

## Echipele calificate
| Țara          | Calificată ca                                               | Data obținerii calificării | Apariții anterioare în competiție1, 2 |
| ------------- | ----------------------------------------------------------- | -------------------------- | --- |
| Danemarca     | Gazde                                                       | 28 ianuarie 2017           | 19 (1957, 1962, 1965, 1971, 1973, 1975, 1990, 1993, 1995, 1997, 1999, 2001, 2003, 2005, 2009, 2011, 2013, 2015, 2017, 2019, 2021)                         |
| Norvegia      | Gazde                                                       | 28 ianuarie 2017           | 19 (1971, 1973, 1975, 1982, 1986, 1990, 1993, 1995, 1997, 1999, 2001, 2003, 2005, 2007, 2009, 2011, 2013, 2015, 2017, 2019, 2021)                         |
| Suedia        | Gazde                                                       | 28 ianuarie 2017           | 9 (1957, 1990, 1993, 1995, 2001, 2009, 2011, 2015, 2017, 2019, 2021)                                                                                      |
| Franța        | Locul 2 la Campionatul Mondial din 2021                     | 19 decembrie 2021          | 15 (1986, 1990, 1997, 1999, 2001, 2003, 2005, 2007, 2009, 2011, 2013, 2015, 2017, 2019, 2021)                                                             |
| Muntenegru    | Semifinalistă a Campionatului European din 2022             | 15 noiembrie 2022          | 6 (2011, 2013, 2015, 2017, 2019, 2021) |
| Țările de Jos | Top 6 la Campionatul European din 2022                      | 16 noiembrie 2022          | 13 (1971, 1973, 1978, 1986, 1999, 2001, 2005, 2011, 2013, 2015, 2017, 2019, 2021)                                                                         |
| Angola        | Semifinalistă a Campionatului African din 2022              | 16 noiembrie 2022          | 16 (1990, 1993, 1995, 1997, 1999, 2001, 2003, 2005, 2007, 2009, 2011, 2013, 2015, 2017, 2019, 2021)                                                       |
| Congo         | Semifinalistă a Campionatului African din 2022              | 16 noiembrie 2022          | 6 (1982, 1999, 2001, 2007, 2009, 2021) |
| Camerun       | Semifinalistă a Campionatului African din 2022              | 16 noiembrie 2022          | 3 (2005, 2017, 2021) |
| Senegal       | Semifinalistă a Campionatului African din 2022              | 16 noiembrie 2022          | 1 (2019) |
| Brazilia      | Finalistă a Campionatului Central și Sud-American din 2022  | 18 noiembrie 2022          | 14 (1995, 1997, 1999, 2001, 2003, 2005, 2007, 2009, 2011, 2013, 2015, 2017, 2019, 2021)                                                                   |
| Argentina     | Finalistă a Campionatului Central și Sud-American din 2022  | 18 noiembrie 2022          | 11 (1999, 2001, 2005, 2007, 2009, 2011, 2013, 2015, 2017, 2019, 2021)                                                                                     |
| Coreea de Sud | Top cinci la Campionatul Asiatic din 2022                   | 28 noiembrie 2022          | 19 (1978, 1982, 1986, 1990, 1993, 1995, 1997, 1999, 2001, 2003, 2005, 2007, 2009, 2011, 2013, 2015, 2017, 2019, 2021)                                     |
| Iran          | Top cinci la Campionatul Asiatic din 2022                   | 27 noiembrie 2022          | 1 (2021) |
| China         | Top cinci la Campionatul Asiatic din 2022                   | 30 noiembrie 2022          | 17 (1986, 1990, 1993, 1995, 1997, 1999, 2001, 2003, 2005, 2007, 2009, 2011, 2013, 2015, 2017, 2019, 2021)                                                 |
| Japonia       | Top cinci la Campionatul Asiatic din 2022                   | 30 noiembrie 2022          | 20 (1962, 1965, 1971, 1973, 1975, 1986, 1995, 1997, 1999, 2001, 2003, 2005, 2007, 2009, 2011, 2013, 2015, 2017, 2019, 2021)                               |
| Kazahstan     | Top cinci la Campionatul Asiatic din 2022                   | 3 decembrie 2022           | 6 (2007, 2009, 2011, 2015, 2019, 2021) |
| Chile         | Top 2 la Campionatul Americii Centrale 2022                 | 3 martie 2023              | 1 (2009) |
| Paraguay      | Top 2 la Campionatul Americii Centrale 2022                 | 3 martie 2023              | 4 (2007, 2013, 2017, 2021) |
| Cehia         | Câștigătoare ale meciurilor de baraj                        | 11 aprilie 2023            | 7 (1995, 1997, 1999, 2003, 2013, 2017, 2021) |
| Ucraina       | Câștigătoare ale meciurilor de baraj                        | 11 aprilie 2023            | 7 (1995, 1999, 2001, 2003, 2005, 2007, 2009) |
| Croația       | Câștigătoare ale meciurilor de baraj                        | 12 aprilie 2023            | 7 (1995, 1997, 2003, 2005, 2007, 2011, 2021) |
| Germania      | Câștigătoare ale meciurilor de baraj                        | 12 aprilie 2023            | 14 (1993, 1995, 1997, 1999, 2003, 2005, 2007, 2009, 2011, 2013, 2015, 2017, 2019, 2021)                                                                   |
| Polonia       | Câștigătoare ale meciurilor de baraj                        | 12 aprilie 2023            | 17 (1957, 1962, 1965, 1973, 1975, 1978, 1986, 1990, 1993, 1997, 1999, 2005, 2007, 2013, 2015, 2017, 2021)                                                 |
| România       | Câștigătoare ale meciurilor de baraj                        | 12 aprilie 2023            | 25 (1957, 1962, 1965, 1971, 1973, 1975, 1978, 1982, 1986, 1990, 1993, 1995, 1997, 1999, 2001, 2003, 2005, 2007, 2009, 2011, 2013, 2015, 2017, 2019, 2021) |
| Serbia        | Câștigătoare ale meciurilor de baraj                        | 12 aprilie 2023            | 5 (2013, 2015, 2018, 2019, 2021) |
| Slovenia      | Câștigătoare ale meciurilor de baraj                        | 12 aprilie 2023            | 7 (1997, 2001, 2003, 2005, 2017, 2019, 2021) |
| Spania        | Câștigătoare ale meciurilor de baraj                        | 12 aprilie 2023            | 11 (1993, 2001, 2003, 2007, 2009, 2011, 2013, 2015, 2017, 2019, 2021)                                                                                     |
| Ungaria       | Câștigătoare ale meciurilor de baraj                        | 12 aprilie 2023            | 23 (1957, 1962, 1965, 1971, 1973, 1975, 1978, 1982, 1986, 1993, 1995, 1997, 1999, 2001, 2003, 2005, 2007, 2009, 2013, 2015, 2017, 2019, 2021)             |
| Groenlanda    | Finalistă a Campionatul Nord-American și Caraibian din 2023 | 11 iunie 2023              | 1 (2001) |
| Austria       | Wildcard                                                    | 3 iulie 2023               | 13 (1957, 1986, 1990, 1993, 1995, 1997, 1999, 2001, 2003, 2005, 2007, 2009, 2021)                                                                         |
| Islanda       | Wildcard                                                    | 3 iulie 2023               | 1 (2011) |

1 Bold indică echipa campioană din acel an
2 Italic indică echipa gazdă din acel an

## Marketing
Logoul și sloganul oficial au fost dezvăluite pe 30 august 2022. Prezintă culorile albastru, roșu, și galben, reprezentând culorile drapelelor gazdelor, Suediei, Norvegiei și Danemarcei, cercurile simbolizând o minge care zboară prin aer cu o viteză rapidă. În aceeași zi a fost dezvăluit și sloganul: „Aim to Excite”. Logoul a fost conceput de agenția daneză Urgent-Agency.

## Tragerea la sorți
Tragerea la sorți a avut loc pe 6 iulie 2023, de la ora locală 15:30, în Göteborg.

### Distribuția în urnele valorice
Distribuția în urnele valorice a fost anunțată pe 3 iulie 2023.
| Urna 1 | Urna a 2-a                                                                                             | Urna a 3-a                                                                       | Urna a 4-a                                                                  |
| --- | --- | -------------------------------------------------------------------------------- | --------------------------------------------------------------------------- |
| - Norvegia (repartizată în C) - Danemarca (repartizată în E) - Muntenegru (repartizată în B) - Franța (repartizată în D) - Suedia (repartizată în A) - Țările de Jos (repartizată în H) - Brazilia - Germania (repartizată în F) | - Slovenia - Spania (repartizată în G) - Croația - Coreea de Sud - Ungaria - România - Polonia - Cehia | - Serbia - Japonia - Ucraina - Groenlanda - Argentina - Angola - China - Camerun | - Congo - Senegal - Paraguay - Iran - Kazahstan - Chile - Austria - Islanda |

## Arbitrii
Cele 23 perchi de arbitri au fost anunțate pe 27 octombrie 2023 
| Arbitri               | Arbitri                          |
| --------------------- | -------------------------------- |
| Algeria               | Yousef Belkhiri Sid Ali Hamidi   |
| Argentina             | María Paolantoni Mariana García  |
| Austria               | Denis Bolic Christoph Hurich     |
| Bosnia și Herțegovina | Amar Konjičanin Dino Konjičanin  |
| Brazilia              | Bruna Corrêa Renata Corrêa       |
| Bulgaria              | Gerogi Dynchinov Yulian Goretsov |
| China                 | Cheng Yufeng Zhou Yunle          |
| Danemarca             | Mads Hansen Jesper Madsen        |

| Arbitri           | Arbitri                           |
| ----------------- | --------------------------------- |
| Egipt             | Yasmina El-Saied Heidy El-Saied   |
| Franța            | Yann Carmaux Julien Mursch        |
| Germania          | Maike Merz Tanja Kuttler          |
| Ungaria           | Kristóf Altmár Márton Hovárth     |
| Kuwait            | Dalai Al-Nassem Maali Al-Enezi    |
| Republica Moldova | Alexei Covalciuc Igor Covalciuc   |
| Muntenegru        | Jelena Vujačić Anđelina Kažanegra |
| Norvegia          | Eskil Braseth Leif Sundet         |

| Arbitri       | Arbitri                         |
| ------------- | ------------------------------- |
| România       | Cristina Lovin Simona Stancu    |
| Serbia        | Marko Sekulić Vladimir Jovandić |
| Slovacia      | Andrej Budzák Michal Záhradník  |
| Slovenia      | Bojan Lah David Sok             |
| Coreea de Sud | Koo Bo-ok Lee Se-ok             |
| Spania        | Javier Álvarez Ion Bustamante   |
| Uruguay       | Mathias Sosa Cristian Lemes     |

## Grupele preliminare
Programul partidelor a fost anunțat pe 1 martie 2023.
În urma tragerii la sorți in 6 iulie 2023 au rezultat următoarele grupe preliminare:

### Grupa A
| Loc | Echipa     | MJ | V | E | Î | GM | GP | DG  | Pct | Calificare         |
| --- | ---------- | -- | - | - | - | -- | -- | --- | --- | ------------------ |
| 1   | Suedia (H) | 3  | 3 | 0 | 0 | 84 | 59 | +25 | 6   | Grupele principale |
| 2   | Croația    | 3  | 1 | 1 | 1 | 78 | 57 | +21 | 3   | Grupele principale |
| 3   | Senegal    | 3  | 1 | 1 | 1 | 62 | 63 | −1  | 3   | Grupele principale |
| 4   | China      | 3  | 0 | 0 | 3 | 52 | 97 | −45 | 0   | Cupa Președintelui |

| 1 decembrie 2023 18:00 | Croația   | 22 – 22 | Senegal   | Scandinavium, Göteborg Asistență: 4004 Arbitri: Hansen, Madsen |
| 1 decembrie 2023 18:00 | Barišić 8 | (9–11)  | Camara 10 | Scandinavium, Göteborg Asistență: 4004 Arbitri: Hansen, Madsen |
| 1 decembrie 2023 18:00 | 2× 1×     | Raport  | 1×        | Scandinavium, Göteborg Asistență: 4004 Arbitri: Hansen, Madsen |

| 1 decembrie 2023 20:30 | Suedia    | 36 – 24 | China    | Scandinavium, Göteborg Asistență: 8407 Arbitri: Budzák, Záhradník |
| 1 decembrie 2023 20:30 | Koppang 6 | (22–8)  | Liu Y. 6 | Scandinavium, Göteborg Asistență: 8407 Arbitri: Budzák, Záhradník |
| 1 decembrie 2023 20:30 | 1×        | Raport  |          | Scandinavium, Göteborg Asistență: 8407 Arbitri: Budzák, Záhradník |

| 3 decembrie 2023 15:30 | Croația           | 39 – 13 | China | Scandinavium, Göteborg Asistență: 3061 Arbitri: Corrêa, Corrêa |
| 3 decembrie 2023 15:30 | cinci jucătoare 5 | (19–7)  | Li 4  | Scandinavium, Göteborg Asistență: 3061 Arbitri: Corrêa, Corrêa |
| 3 decembrie 2023 15:30 | 2× 1×             | Raport  | 2×    | Scandinavium, Göteborg Asistență: 3061 Arbitri: Corrêa, Corrêa |

| 3 decembrie 2023 18:00 | Senegal | 18 – 26 | Suedia    | Scandinavium, Göteborg Asistență: 7098 Arbitri: Lovin, Stancu |
| 3 decembrie 2023 18:00 | Sagna 8 | (12–14) | Roberts 6 | Scandinavium, Göteborg Asistență: 7098 Arbitri: Lovin, Stancu |
| 3 decembrie 2023 18:00 | 2× 1×   | Raport  | 2×        | Scandinavium, Göteborg Asistență: 7098 Arbitri: Lovin, Stancu |

| 5 decembrie 2023 18:00 | China | 15 – 22 | Senegal | Scandinavium, Göteborg Asistență: 3714 Arbitri: Doicinov, Gorețov |
| 5 decembrie 2023 18:00 | Li 4  | (9–9)   | Sagna 8 | Scandinavium, Göteborg Asistență: 3714 Arbitri: Doicinov, Gorețov |
| 5 decembrie 2023 18:00 | 2× 1× | Raport  |         | Scandinavium, Göteborg Asistență: 3714 Arbitri: Doicinov, Gorețov |

| 5 decembrie 2023 20:30 | Suedia    | 22 – 17 | Croația  | Scandinavium, Göteborg Asistență: 8538 Arbitri: Kuttler, Merz |
| 5 decembrie 2023 20:30 | Carlson 6 | (9–7)   | Šimara 5 | Scandinavium, Göteborg Asistență: 8538 Arbitri: Kuttler, Merz |
| 5 decembrie 2023 20:30 | 3× 1×     | Raport  | 4×       | Scandinavium, Göteborg Asistență: 8538 Arbitri: Kuttler, Merz |

### Grupa B
| Loc | Echipa     | MJ | V | E | Î | GM | GP  | DG  | Pct | Calificare         |
| --- | ---------- | -- | - | - | - | -- | --- | --- | --- | ------------------ |
| 1   | Muntenegru | 3  | 3 | 0 | 0 | 90 | 55  | +35 | 6   | Grupele principale |
| 2   | Ungaria    | 3  | 2 | 0 | 1 | 92 | 56  | +36 | 4   | Grupele principale |
| 3   | Camerun    | 3  | 1 | 0 | 2 | 57 | 87  | −30 | 2   | Grupele principale |
| 4   | Paraguay   | 3  | 0 | 0 | 3 | 61 | 102 | −41 | 0   | Cupa Președintelui |

| 30 noiembrie 2023 18:00 | Muntenegru  | 25 – 11 | Camerun | Helsingborg Arena, Helsingborg Asistență: 731 Arbitri: Merz, Kuttler |
| 30 noiembrie 2023 18:00 | Pavićević 5 | (13–2)  | Ateba 5 | Helsingborg Arena, Helsingborg Asistență: 731 Arbitri: Merz, Kuttler |
| 30 noiembrie 2023 18:00 | 3×          | Raport  | 2× 1×   | Helsingborg Arena, Helsingborg Asistență: 731 Arbitri: Merz, Kuttler |

| 30 noiembrie 2023 20:30 | Ungaria                     | 35 – 12 | Paraguay          | Helsingborg Arena, Helsingborg Asistență: 398 Arbitri: Corrêa, Corrêa |
| 30 noiembrie 2023 20:30 | Klujber, Szöllősi-Schatzl 5 | (11–4)  | Acuña, Portillo 4 | Helsingborg Arena, Helsingborg Asistență: 398 Arbitri: Corrêa, Corrêa |
| 30 noiembrie 2023 20:30 | 1×                          | Raport  | 1× 2×             | Helsingborg Arena, Helsingborg Asistență: 398 Arbitri: Corrêa, Corrêa |

| 2 decembrie 2023 18:00 | Paraguay | 26 – 41 | Muntenegru  | Helsingborg Arena, Helsingborg Asistență: 964 Arbitri: Doicinov, Gorețov |
| 2 decembrie 2023 18:00 | Acuña 5  | (15–17) | Pavićević 9 | Helsingborg Arena, Helsingborg Asistență: 964 Arbitri: Doicinov, Gorețov |
| 2 decembrie 2023 18:00 | 1×       | Raport  | 1×          | Helsingborg Arena, Helsingborg Asistență: 964 Arbitri: Doicinov, Gorețov |

| 2 decembrie 2023 20:30 | Ungaria   | 39 – 20 | Camerun | Helsingborg Arena, Helsingborg Asistență: 589 Arbitri: Budzák, Záhradník |
| 2 decembrie 2023 20:30 | Klujber 7 | (18–8)  | Nnomo 6 | Helsingborg Arena, Helsingborg Asistență: 589 Arbitri: Budzák, Záhradník |
| 2 decembrie 2023 20:30 | 2×        | Raport  | 3×      | Helsingborg Arena, Helsingborg Asistență: 589 Arbitri: Budzák, Záhradník |

| 4 decembrie 2023 18:00 | Camerun         | 26 – 23 | Paraguay  | Helsingborg Arena, Helsingborg Asistență: 689 Arbitri: Lovin, Stancu |
| 4 decembrie 2023 18:00 | Ebanga Baboga 9 | (12–12) | Insfrán 7 | Helsingborg Arena, Helsingborg Asistență: 689 Arbitri: Lovin, Stancu |
| 4 decembrie 2023 18:00 | 7×              | Raport  | 2×        | Helsingborg Arena, Helsingborg Asistență: 689 Arbitri: Lovin, Stancu |

| 4 decembrie 2023 20:30 | Muntenegru | 24 – 18 | Ungaria                     | Helsingborg Arena, Helsingborg Asistență: 1056 Arbitri: Hansen, Madsen |
| 4 decembrie 2023 20:30 | Mugoša 8   | (7–10)  | Győri-Lukács, Papp, Vámos 3 | Helsingborg Arena, Helsingborg Asistență: 1056 Arbitri: Hansen, Madsen |
| 4 decembrie 2023 20:30 | 4× 1×      | Raport  | 4× 1×                       | Helsingborg Arena, Helsingborg Asistență: 1056 Arbitri: Hansen, Madsen |

### Grupa C
| Loc | Echipa        | MJ | V | E | Î | GM  | GP  | DG  | Pct | Calificare         |
| --- | ------------- | -- | - | - | - | --- | --- | --- | --- | ------------------ |
| 1   | Norvegia (H)  | 3  | 3 | 0 | 0 | 121 | 62  | +59 | 6   | Grupele principale |
| 2   | Austria       | 3  | 2 | 0 | 1 | 101 | 97  | +4  | 4   | Grupele principale |
| 3   | Coreea de Sud | 3  | 1 | 0 | 2 | 79  | 79  | 0   | 2   | Grupele principale |
| 4   | Groenlanda    | 3  | 0 | 0 | 3 | 50  | 113 | −63 | 0   | Cupa Președintelui |

| 29 noiembrie 2023 18:00 | Coreea de Sud | 29 – 30 | Austria  | DNB Arena, Stavanger Asistență: 2104 Arbitri: Jovandić, Sekulić |
| 29 noiembrie 2023 18:00 | Woo 11        | (12–16) | Pandža 8 | DNB Arena, Stavanger Asistență: 2104 Arbitri: Jovandić, Sekulić |
| 29 noiembrie 2023 18:00 | 5× 1×         | Raport  | 3×       | DNB Arena, Stavanger Asistență: 2104 Arbitri: Jovandić, Sekulić |

| 29 noiembrie 2023 20:30 | Norvegia | 43 – 11 | Groenlanda | DNB Arena, Stavanger Asistență: 3345 Arbitri: García, Paolantoni |
| 29 noiembrie 2023 20:30 | Herrem 7 | (19–7)  | Bjerge 4   | DNB Arena, Stavanger Asistență: 3345 Arbitri: García, Paolantoni |
| 29 noiembrie 2023 20:30 | 1×       | Raport  | 2×         | DNB Arena, Stavanger Asistență: 3345 Arbitri: García, Paolantoni |

| 1 decembrie 2023 18:00 | Coreea de Sud | 27 – 16 | Groenlanda | DNB Arena, Stavanger Asistență: 2141 Arbitri: El-Saied, El-Saied |
| 1 decembrie 2023 18:00 | Gim, Woo 4    | (15–6)  | Rothberg 4 | DNB Arena, Stavanger Asistență: 2141 Arbitri: El-Saied, El-Saied |
| 1 decembrie 2023 18:00 | 2× 1×         | Raport  | 3×         | DNB Arena, Stavanger Asistență: 2141 Arbitri: El-Saied, El-Saied |

| 1 decembrie 2023 20:30 | Austria   | 28 – 45 | Norvegia   | DNB Arena, Stavanger Asistență: 3451 Arbitri: Mata, López |
| 1 decembrie 2023 20:30 | Ivančok 6 | (12–21) | Reistad 10 | DNB Arena, Stavanger Asistență: 3451 Arbitri: Mata, López |
| 1 decembrie 2023 20:30 | 1×        | Raport  | 5× 1×      | DNB Arena, Stavanger Asistență: 3451 Arbitri: Mata, López |

| 3 decembrie 2023 18:00 | Groenlanda       | 23 – 43 | Austria  | DNB Arena, Stavanger Asistență: 1850 Arbitri: Konjičanin, Konjičanin |
| 3 decembrie 2023 18:00 | Bjerge, Hansen 5 | (13–20) | Pandža 8 | DNB Arena, Stavanger Asistență: 1850 Arbitri: Konjičanin, Konjičanin |
| 3 decembrie 2023 18:00 | 3×               | Raport  | 3×       | DNB Arena, Stavanger Asistență: 1850 Arbitri: Konjičanin, Konjičanin |

| 3 decembrie 2023 20:30 | Norvegia | 33 – 23 | Coreea de Sud | DNB Arena, Stavanger Asistență: 3456 Arbitri: Lemes, Sosa |
| 3 decembrie 2023 20:30 | Herrem 7 | (20–11) | Shin 6        | DNB Arena, Stavanger Asistență: 3456 Arbitri: Lemes, Sosa |
| 3 decembrie 2023 20:30 | 2×       | Raport  | 2× 1×         | DNB Arena, Stavanger Asistență: 3456 Arbitri: Lemes, Sosa |

### Grupa D
| Loc | Echipa   | MJ | V | E | Î | GM | GP | DG  | Pct | Calificare         |
| --- | -------- | -- | - | - | - | -- | -- | --- | --- | ------------------ |
| 1   | Franța   | 3  | 3 | 0 | 0 | 92 | 78 | +14 | 6   | Grupele principale |
| 2   | Slovenia | 3  | 2 | 0 | 1 | 87 | 79 | +8  | 4   | Grupele principale |
| 3   | Angola   | 3  | 0 | 1 | 2 | 79 | 86 | −7  | 1   | Grupele principale |
| 4   | Islanda  | 3  | 0 | 1 | 2 | 72 | 87 | −15 | 1   | Cupa Președintelui |

| 30 noiembrie 2023 18:00 | Slovenia  | 30 – 24 | Islanda                                      | DNB Arena, Stavanger Asistență: 750 Arbitri: Lemes, Sosa |
| 30 noiembrie 2023 18:00 | Ljepoja 8 | (16–13) | Albertsdóttir, Erlingsdóttir, Sturludóttir 5 | DNB Arena, Stavanger Asistență: 750 Arbitri: Lemes, Sosa |
| 30 noiembrie 2023 18:00 | 4×        | Raport  | 4×                                           | DNB Arena, Stavanger Asistență: 750 Arbitri: Lemes, Sosa |

| 30 noiembrie 2023 20:30 | Franța                | 30 – 29 | Angola   | DNB Arena, Stavanger Asistență: 1830 Arbitri: Konjičanin, Konjičanin |
| 30 noiembrie 2023 20:30 | Toublanc, Valentini 6 | (12–11) | Guialo 6 | DNB Arena, Stavanger Asistență: 1830 Arbitri: Konjičanin, Konjičanin |
| 30 noiembrie 2023 20:30 | 3×                    | Raport  | 5×       | DNB Arena, Stavanger Asistență: 1830 Arbitri: Konjičanin, Konjičanin |

| 2 decembrie 2023 15:30 | Slovenia  | 30 – 24 | Angola   | DNB Arena, Stavanger Asistență: 816 Arbitri: García, Paolantoni |
| 2 decembrie 2023 15:30 | Varagić 5 | (14–11) | Guialo 6 | DNB Arena, Stavanger Asistență: 816 Arbitri: García, Paolantoni |
| 2 decembrie 2023 15:30 | 4× 2×     | Raport  | 5×       | DNB Arena, Stavanger Asistență: 816 Arbitri: García, Paolantoni |

| 2 decembrie 2023 18:00 | Islanda         | 22 – 31 | Franța           | DNB Arena, Stavanger Asistență: 2414 Arbitri: Jovandić, Sekulić |
| 2 decembrie 2023 18:00 | Erlingsdóttir 7 | (10–20) | Bouktit, Kanor 5 | DNB Arena, Stavanger Asistență: 2414 Arbitri: Jovandić, Sekulić |
| 2 decembrie 2023 18:00 | 2× 1×           | Raport  | 3×               | DNB Arena, Stavanger Asistență: 2414 Arbitri: Jovandić, Sekulić |

| 4 decembrie 2023 18:00 | Angola    | 26 – 26 | Islanda         | DNB Arena, Stavanger Asistență: 854 Arbitri: El-Saied, El-Saied |
| 4 decembrie 2023 18:00 | Gabriel 6 | (15–14) | Erlingsdóttir 6 | DNB Arena, Stavanger Asistență: 854 Arbitri: El-Saied, El-Saied |
| 4 decembrie 2023 18:00 | 3×        | Raport  | 2× 1×           | DNB Arena, Stavanger Asistență: 854 Arbitri: El-Saied, El-Saied |

| 4 decembrie 2023 21:00 | Franța      | 31 – 27 | Slovenia | DNB Arena, Stavanger Asistență: 883 Arbitri: Mata, López |
| 4 decembrie 2023 21:00 | Grandveau 6 | (17–15) | Stanko 7 | DNB Arena, Stavanger Asistență: 883 Arbitri: Mata, López |
| 4 decembrie 2023 21:00 | 1×          | Raport  | 5× 1×    | DNB Arena, Stavanger Asistență: 883 Arbitri: Mata, López |

### Grupa E
| Loc | Echipa        | MJ | V | E | Î | GM  | GP  | DG  | Pct | Calificare         |
| --- | ------------- | -- | - | - | - | --- | --- | --- | --- | ------------------ |
| 1   | Danemarca (H) | 3  | 3 | 0 | 0 | 110 | 55  | +55 | 6   | Grupele principale |
| 2   | România       | 3  | 2 | 0 | 1 | 104 | 86  | +18 | 4   | Grupele principale |
| 3   | Serbia        | 3  | 1 | 0 | 2 | 79  | 78  | +1  | 2   | Grupele principale |
| 4   | Chile         | 3  | 0 | 0 | 3 | 46  | 120 | −74 | 0   | Cupa Președintelui |

| 1 decembrie 2023 18:00 | România    | 44 – 19 | Chile         | Jyske Bank Boxen, Herning Asistență: 9582 Arbitri: Cheng, Zhou |
| 1 decembrie 2023 18:00 | Buceschi 6 | (25–6)  | Parra, Paul 4 | Jyske Bank Boxen, Herning Asistență: 9582 Arbitri: Cheng, Zhou |
| 1 decembrie 2023 18:00 | 3×         | Raport  | 1×            | Jyske Bank Boxen, Herning Asistență: 9582 Arbitri: Cheng, Zhou |

| 1 decembrie 2023 20:30 | Danemarca          | 25 – 21 | Serbia                               | Jyske Bank Boxen, Herning Asistență: 12389 Arbitri: Covalciuc, Covalciuc |
| 1 decembrie 2023 20:30 | Friis, Jørgensen 5 | (10–12) | Jovović, Laništanin, Radosavljević 5 | Jyske Bank Boxen, Herning Asistență: 12389 Arbitri: Covalciuc, Covalciuc |
| 1 decembrie 2023 20:30 | 1×                 | Raport  | 7× 1×                                | Jyske Bank Boxen, Herning Asistență: 12389 Arbitri: Covalciuc, Covalciuc |

| 3 decembrie 2023 18:00 | România    | 37 – 28 | Serbia                | Jyske Bank Boxen, Herning Asistență: 5907 Arbitri: Koo, Lee |
| 3 decembrie 2023 18:00 | Buceschi 8 | (19–13) | Jovović, Laništanin 5 | Jyske Bank Boxen, Herning Asistență: 5907 Arbitri: Koo, Lee |
| 3 decembrie 2023 18:00 | 2×         | Raport  | 2× 3×                 | Jyske Bank Boxen, Herning Asistență: 5907 Arbitri: Koo, Lee |

| 3 decembrie 2023 20:30 | Chile          | 11 – 46 | Danemarca   | Jyske Bank Boxen, Herning Asistență: 7622 Arbitri: Vujačić, Kažanegra |
| 3 decembrie 2023 20:30 | Lovera, Paul 3 | (5–20)  | Scaglione 7 | Jyske Bank Boxen, Herning Asistență: 7622 Arbitri: Vujačić, Kažanegra |
| 3 decembrie 2023 20:30 | 1×             | Raport  | 4×          | Jyske Bank Boxen, Herning Asistență: 7622 Arbitri: Vujačić, Kažanegra |

| 5 decembrie 2023 18:00 | Serbia     | 30 – 16 | Chile     | Jyske Bank Boxen, Herning Asistență: 7438 Arbitri: Al-Enezi, Al-Naseem |
| 5 decembrie 2023 18:00 | Stamenić 7 | (10–6)  | Álvarez 4 | Jyske Bank Boxen, Herning Asistență: 7438 Arbitri: Al-Enezi, Al-Naseem |
| 5 decembrie 2023 18:00 | 3× 1×      | Raport  | 2×        | Jyske Bank Boxen, Herning Asistență: 7438 Arbitri: Al-Enezi, Al-Naseem |

| 5 decembrie 2023 20:30 | Danemarca    | 39 – 23 | România      | Jyske Bank Boxen, Herning Asistență: 10788 Arbitri: Lah, Sok |
| 5 decembrie 2023 20:30 | Jørgensen 10 | (21–10) | Lixăndroiu 5 | Jyske Bank Boxen, Herning Asistență: 10788 Arbitri: Lah, Sok |
| 5 decembrie 2023 20:30 | 3× 1×        | Raport  | 3× 1×        | Jyske Bank Boxen, Herning Asistență: 10788 Arbitri: Lah, Sok |

### Grupa F
| Loc | Echipa   | MJ | V | E | Î | GM  | GP  | DG  | Pct | Calificare         |
| --- | -------- | -- | - | - | - | --- | --- | --- | --- | ------------------ |
| 1   | Germania | 3  | 3 | 0 | 0 | 109 | 69  | +40 | 6   | Grupele principale |
| 2   | Polonia  | 3  | 2 | 0 | 1 | 84  | 78  | +6  | 4   | Grupele principale |
| 3   | Japonia  | 3  | 1 | 0 | 2 | 102 | 73  | +29 | 2   | Grupele principale |
| 4   | Iran     | 3  | 0 | 0 | 3 | 47  | 122 | −75 | 0   | Cupa Președintelui |

| 30 noiembrie 2023 18:00 | Germania    | 31 – 30 | Japonia   | Jyske Bank Boxen, Herning Asistență: 1237 Arbitri: Carmaux, Mursch |
| 30 noiembrie 2023 18:00 | Grijseels 7 | (18–17) | Aizawa 10 | Jyske Bank Boxen, Herning Asistență: 1237 Arbitri: Carmaux, Mursch |
| 30 noiembrie 2023 18:00 | 4× 2×       | Raport  | 2×        | Jyske Bank Boxen, Herning Asistență: 1237 Arbitri: Carmaux, Mursch |

| 30 noiembrie 2023 20:30 | Polonia         | 35 – 15 | Iran     | Jyske Bank Boxen, Herning Asistență: 1405 Arbitri: Altmár, Horváth |
| 30 noiembrie 2023 20:30 | Balsam, Nocuń 6 | (14–7)  | Merikh 6 | Jyske Bank Boxen, Herning Asistență: 1405 Arbitri: Altmár, Horváth |
| 30 noiembrie 2023 20:30 | 3× 1×           | Raport  | 2× 1×    | Jyske Bank Boxen, Herning Asistență: 1405 Arbitri: Altmár, Horváth |

| 2 decembrie 2023 18:00 | Iran     | 22 – 45 | Germania        | Jyske Bank Boxen, Herning Asistență: 1332 Arbitri: Mitrović, Vešović |
| 2 decembrie 2023 18:00 | Merikh 8 | (12–25) | Stockschläder 8 | Jyske Bank Boxen, Herning Asistență: 1332 Arbitri: Mitrović, Vešović |
| 2 decembrie 2023 18:00 | 4×       | Raport  | 4× 1×           | Jyske Bank Boxen, Herning Asistență: 1332 Arbitri: Mitrović, Vešović |

| 2 decembrie 2023 20:30 | Polonia       | 32 – 30 | Japonia  | Jyske Bank Boxen, Herning Asistență: 1490 Arbitri: Lah, Sok |
| 2 decembrie 2023 20:30 | Kobylińska 11 | (15–15) | Sasaki 6 | Jyske Bank Boxen, Herning Asistență: 1490 Arbitri: Lah, Sok |
| 2 decembrie 2023 20:30 | 5×            | Raport  | 2× 1×    | Jyske Bank Boxen, Herning Asistență: 1490 Arbitri: Lah, Sok |

| 4 decembrie 2023 18:00 | Japonia                      | 42 – 10 | Iran               | Jyske Bank Boxen, Herning Asistență: 636 Arbitri: Bolic, Hurich |
| 4 decembrie 2023 18:00 | Fujiwara, Hokaguchi, Okada 5 | (20–3)  | Koudzarifarahani 3 | Jyske Bank Boxen, Herning Asistență: 636 Arbitri: Bolic, Hurich |
| 4 decembrie 2023 18:00 | 4×                           | Raport  | 3×                 | Jyske Bank Boxen, Herning Asistență: 636 Arbitri: Bolic, Hurich |

| 4 decembrie 2023 20:30 | Germania    | 33 – 17 | Polonia      | Jyske Bank Boxen, Herning Asistență: 1021 Arbitri: Covalciuc, Covalciuc |
| 4 decembrie 2023 20:30 | Grijseels 7 | (19–10) | Kobylińska 3 | Jyske Bank Boxen, Herning Asistență: 1021 Arbitri: Covalciuc, Covalciuc |
| 4 decembrie 2023 20:30 | 5×          | Raport  | 4×           | Jyske Bank Boxen, Herning Asistență: 1021 Arbitri: Covalciuc, Covalciuc |

### Grupa G
| Loc | Echipa    | MJ | V | E | Î | GM  | GP  | DG  | Pct | Calificare         |
| --- | --------- | -- | - | - | - | --- | --- | --- | --- | ------------------ |
| 1   | Spania    | 3  | 3 | 0 | 0 | 93  | 62  | +31 | 6   | Grupele principale |
| 2   | Brazilia  | 3  | 2 | 0 | 1 | 106 | 62  | +44 | 4   | Grupele principale |
| 3   | Ucraina   | 3  | 1 | 0 | 2 | 77  | 91  | −14 | 2   | Grupele principale |
| 4   | Kazahstan | 3  | 0 | 0 | 3 | 56  | 117 | −61 | 0   | Cupa Președintelui |

| 29 noiembrie 2023 18:00 | Brazilia          | 35 – 20 | Ucraina            | Arena Nord, Frederikshavn Asistență: 1192 Arbitri: Lee, Koo |
| 29 noiembrie 2023 18:00 | Costa, De Paula 7 | (17–10) | Poliak, Smbatian 4 | Arena Nord, Frederikshavn Asistență: 1192 Arbitri: Lee, Koo |
| 29 noiembrie 2023 18:00 | 3×                | Raport  | 3×                 | Arena Nord, Frederikshavn Asistență: 1192 Arbitri: Lee, Koo |

| 29 noiembrie 2023 20:30 | Spania                          | 34 – 17 | Kazahstan  | Arena Nord, Frederikshavn Asistență: 575 Arbitri: Al-Enezi, Al-Naseem |
| 29 noiembrie 2023 20:30 | Etxeberria, Gassama, González 5 | (14–8)  | Radaieva 5 | Arena Nord, Frederikshavn Asistență: 575 Arbitri: Al-Enezi, Al-Naseem |
| 29 noiembrie 2023 20:30 | 2× 1×                           | Raport  | 2×         | Arena Nord, Frederikshavn Asistență: 575 Arbitri: Al-Enezi, Al-Naseem |

| 1 decembrie 2023 18:00 | Kazahstan  | 15 – 46 | Brazilia    | Arena Nord, Frederikshavn Asistență: 473 Arbitri: Bolic, Hurich |
| 1 decembrie 2023 18:00 | Radaieva 4 | (5–25)  | De Castro 8 | Arena Nord, Frederikshavn Asistență: 473 Arbitri: Bolic, Hurich |
| 1 decembrie 2023 18:00 | 1×         | Raport  | 1×          | Arena Nord, Frederikshavn Asistență: 473 Arbitri: Bolic, Hurich |

| 1 decembrie 2023 20:30 | Spania     | 32 – 20 | Ucraina    | Arena Nord, Frederikshavn Asistență: 153 Arbitri: Belkhiri, Hamidi |
| 1 decembrie 2023 20:30 | González 6 | (16–12) | Smbatian 7 | Arena Nord, Frederikshavn Asistență: 153 Arbitri: Belkhiri, Hamidi |
| 1 decembrie 2023 20:30 | 3× 2×      | Raport  | 3×         | Arena Nord, Frederikshavn Asistență: 153 Arbitri: Belkhiri, Hamidi |

| 3 decembrie 2023 15:30 | Ucraina            | 37 – 24 | Kazahstan | Arena Nord, Frederikshavn Asistență: 1067 Arbitri: Cheng, Zhou |
| 3 decembrie 2023 15:30 | Andriciuk, Șukal 8 | (19–12) | Hardina 6 | Arena Nord, Frederikshavn Asistență: 1067 Arbitri: Cheng, Zhou |
| 3 decembrie 2023 15:30 | 3×                 | Raport  | 5×        | Arena Nord, Frederikshavn Asistență: 1067 Arbitri: Cheng, Zhou |

| 3 decembrie 2023 18:00 | Brazilia         | 25 – 27 | Spania  | Arena Nord, Frederikshavn Asistență: 811 Arbitri: Carmaux, Mursch |
| 3 decembrie 2023 18:00 | Rodrigues Belo 8 | (12–16) | Arcos 5 | Arena Nord, Frederikshavn Asistență: 811 Arbitri: Carmaux, Mursch |
| 3 decembrie 2023 18:00 | 6×               | Raport  | 5× 1×   | Arena Nord, Frederikshavn Asistență: 811 Arbitri: Carmaux, Mursch |

### Grupa H
| Loc | Echipa        | MJ | V | E | Î | GM  | GP  | DG  | Pct | Calificare         |
| --- | ------------- | -- | - | - | - | --- | --- | --- | --- | ------------------ |
| 1   | Țările de Jos | 3  | 3 | 0 | 0 | 114 | 66  | +48 | 6   | Grupele principale |
| 2   | Cehia         | 3  | 2 | 0 | 1 | 83  | 77  | +6  | 4   | Grupele principale |
| 3   | Argentina     | 3  | 1 | 0 | 2 | 79  | 98  | −19 | 2   | Grupele principale |
| 4   | Congo         | 3  | 0 | 0 | 3 | 68  | 103 | −35 | 0   | Cupa Președintelui |

| 30 noiembrie 2023 18:00 | Țările de Jos | 41 – 26 | Argentina | Arena Nord, Frederikshavn Asistență: 576 Arbitri: Kažanegra, Vujačić |
| 30 noiembrie 2023 18:00 | Polman 7      | (20–14) | Pizzo 5   | Arena Nord, Frederikshavn Asistență: 576 Arbitri: Kažanegra, Vujačić |
| 30 noiembrie 2023 18:00 | 5×            | Raport  | 1×        | Arena Nord, Frederikshavn Asistență: 576 Arbitri: Kažanegra, Vujačić |

| 30 noiembrie 2023 20:30 | Cehia        | 32 – 22 | Congo      | Arena Nord, Frederikshavn Asistență: 389 Arbitri: Bolic, Hurich |
| 30 noiembrie 2023 20:30 | Cholevová 11 | (19–11) | Ngombele 9 | Arena Nord, Frederikshavn Asistență: 389 Arbitri: Bolic, Hurich |
| 30 noiembrie 2023 20:30 | 4×           | Raport  | 5× 1×      | Arena Nord, Frederikshavn Asistență: 389 Arbitri: Bolic, Hurich |

| 2 decembrie 2023 15:30 | Cehia  | 31 – 22 | Argentina        | Arena Nord, Frederikshavn Asistență: 711 Arbitri: Altmár, Horváth |
| 2 decembrie 2023 15:30 | Malá 8 | (16–10) | Gavilán, Pizzo 5 | Arena Nord, Frederikshavn Asistență: 711 Arbitri: Altmár, Horváth |
| 2 decembrie 2023 15:30 | 7× 1×  | Raport  | 3× 1×            | Arena Nord, Frederikshavn Asistență: 711 Arbitri: Altmár, Horváth |

| 2 decembrie 2023 18:00 | Congo        | 20 – 40 | Țările de Jos  | Arena Nord, Frederikshavn Asistență: 527 Arbitri: Al-Enezi, Al-Nassem |
| 2 decembrie 2023 18:00 | Diagouraga 7 | (9–20)  | van Wetering 8 | Arena Nord, Frederikshavn Asistență: 527 Arbitri: Al-Enezi, Al-Nassem |
| 2 decembrie 2023 18:00 | 6× 1×        | Raport  | 1×             | Arena Nord, Frederikshavn Asistență: 527 Arbitri: Al-Enezi, Al-Nassem |

| 4 decembrie 2023 18:00 | Argentina  | 31 – 26 | Congo        | Arena Nord, Frederikshavn Asistență: 507 Arbitri: Mitrović, Vešović |
| 4 decembrie 2023 18:00 | Casasola 7 | (14–15) | Diagouraga 8 | Arena Nord, Frederikshavn Asistență: 507 Arbitri: Mitrović, Vešović |
| 4 decembrie 2023 18:00 | 3×         | Raport  | 7× 1×        | Arena Nord, Frederikshavn Asistență: 507 Arbitri: Mitrović, Vešović |

| 4 decembrie 2023 20:30 | Țările de Jos  | 33 – 20 | Cehia       | Arena Nord, Frederikshavn Asistență: 674 Arbitri: Belkhiri, Hamidi |
| 4 decembrie 2023 20:30 | van Wetering 7 | (14–8)  | Cholevová 6 | Arena Nord, Frederikshavn Asistență: 674 Arbitri: Belkhiri, Hamidi |
| 4 decembrie 2023 20:30 | 5×             | Raport  | 2×          | Arena Nord, Frederikshavn Asistență: 674 Arbitri: Belkhiri, Hamidi |

## Cupa Președintelui

### Grupa I
| Loc | Echipa     | MJ | V | E | Î | GM | GP | DG  | Pct | Calificare             |
| --- | ---------- | -- | - | - | - | -- | -- | --- | --- | ---------------------- |
| 1   | Islanda    | 3  | 3 | 0 | 0 | 92 | 56 | +36 | 6   | Meciul pentru locul 25 |
| 2   | China      | 3  | 2 | 0 | 1 | 78 | 74 | +4  | 4   | Meciul pentru locul 27 |
| 3   | Paraguay   | 3  | 1 | 0 | 2 | 60 | 67 | −7  | 2   | Meciul pentru locul 29 |
| 4   | Groenlanda | 3  | 0 | 0 | 3 | 57 | 90 | −33 | 0   | Meciul pentru locul 31 |

| 7 decembrie 2023 13:00 | China | 23 – 20 | Paraguay             | Arena Nord, Frederikshavn Asistență: 254 Arbitri: Altmár, Horváth |
| 7 decembrie 2023 13:00 | Jin 6 | (9–10)  | Fernández, Insfrán 6 | Arena Nord, Frederikshavn Asistență: 254 Arbitri: Altmár, Horváth |
| 7 decembrie 2023 13:00 | 6× 1× | Raport  | 1×                   | Arena Nord, Frederikshavn Asistență: 254 Arbitri: Altmár, Horváth |

| 7 decembrie 2023 15:30 | Groenlanda | 14 – 37 | Islanda          | Arena Nord, Frederikshavn Asistență: 702 Arbitri: Doicinov, Gorețov |
| 7 decembrie 2023 15:30 | Holm 4     | (8–19)  | Ásgeirsdóttir 10 | Arena Nord, Frederikshavn Asistență: 702 Arbitri: Doicinov, Gorețov |
| 7 decembrie 2023 15:30 | 4×         | Raport  | 2× 1×            | Arena Nord, Frederikshavn Asistență: 702 Arbitri: Doicinov, Gorețov |

| 9 decembrie 2023 18:00 | Paraguay  | 19 – 25 | Islanda         | Arena Nord, Frederikshavn Asistență: 153 Arbitri: Lovin, Stancu |
| 9 decembrie 2023 18:00 | Insfrán 7 | (9–13)  | Albertsdóttir 7 | Arena Nord, Frederikshavn Asistență: 153 Arbitri: Lovin, Stancu |
| 9 decembrie 2023 18:00 | 5× 1×     | Raport  | 5× 1×           | Arena Nord, Frederikshavn Asistență: 153 Arbitri: Lovin, Stancu |

| 9 decembrie 2023 20:30 | China | 32 – 24 | Groenlanda     | Arena Nord, Frederikshavn Asistență: 455 Arbitri: El-Saied, El-Saied |
| 9 decembrie 2023 20:30 | Liu 7 | (17–8)  | Holm, Jensen 4 | Arena Nord, Frederikshavn Asistență: 455 Arbitri: El-Saied, El-Saied |
| 9 decembrie 2023 20:30 | 3×    | Raport  | 4×             | Arena Nord, Frederikshavn Asistență: 455 Arbitri: El-Saied, El-Saied |

| 11 decembrie 2023 18:00 | Islanda                       | 30 – 23 | China | Arena Nord, Frederikshavn Asistență: 134 Arbitri: Budzák, Záhradník |
| 11 decembrie 2023 18:00 | Erlingsdóttir, Magnúsdóttir 6 | (13–11) | Jin 7 | Arena Nord, Frederikshavn Asistență: 134 Arbitri: Budzák, Záhradník |
| 11 decembrie 2023 18:00 | 2×                            | Raport  | 2× 1× | Arena Nord, Frederikshavn Asistență: 134 Arbitri: Budzák, Záhradník |

| 11 decembrie 2023 20:30 | Paraguay  | 21 – 19 | Groenlanda | Arena Nord, Frederikshavn Asistență: 332 Arbitri: Al-Enezi, Al-Naseem |
| 11 decembrie 2023 20:30 | Mendoza 6 | (11–9)  | Bjerge 4   | Arena Nord, Frederikshavn Asistență: 332 Arbitri: Al-Enezi, Al-Naseem |
| 11 decembrie 2023 20:30 | 1×        | Raport  | 4×         | Arena Nord, Frederikshavn Asistență: 332 Arbitri: Al-Enezi, Al-Naseem |

### Grupa a II-a
| Loc | Echipa    | MJ | V | E | Î | GM | GP | DG  | Pct | Calificare             |
| --- | --------- | -- | - | - | - | -- | -- | --- | --- | ---------------------- |
| 1   | Congo     | 3  | 3 | 0 | 0 | 93 | 77 | +16 | 6   | Meciul pentru locul 25 |
| 2   | Chile     | 3  | 2 | 0 | 1 | 78 | 67 | +11 | 4   | Meciul pentru locul 27 |
| 3   | Kazahstan | 3  | 1 | 0 | 2 | 92 | 93 | −1  | 2   | Meciul pentru locul 29 |
| 4   | Iran      | 3  | 0 | 0 | 3 | 69 | 95 | −26 | 0   | Meciul pentru locul 31 |

| 6 decembrie 2023 13:00 | Kazahstan              | 36 – 37 | Congo        | Arena Nord, Frederikshavn Asistență: 633 Arbitri: Cheng, Zhou |
| 6 decembrie 2023 13:00 | Radaieva, Rejemetova 9 | (18–15) | Diagouraga 8 | Arena Nord, Frederikshavn Asistență: 633 Arbitri: Cheng, Zhou |
| 6 decembrie 2023 13:00 |                        | Raport  | 4×           | Arena Nord, Frederikshavn Asistență: 633 Arbitri: Cheng, Zhou |

| 7 decembrie 2023 18:00 | Chile    | 30 – 20 | Iran     | Arena Nord, Frederikshavn Asistență: 220 Arbitri: Cheng, Zhou |
| 7 decembrie 2023 18:00 | Lovera 6 | (14–6)  | Merikh 8 | Arena Nord, Frederikshavn Asistență: 220 Arbitri: Cheng, Zhou |
| 7 decembrie 2023 18:00 | 2× 1×    | Raport  | 2×       | Arena Nord, Frederikshavn Asistență: 220 Arbitri: Cheng, Zhou |

| 9 decembrie 2023 18:00 | Chile    | 27 – 23 | Kazahstan    | Arena Nord, Frederikshavn Asistență: 402 Arbitri: Kažanegra, Vujačić |
| 9 decembrie 2023 18:00 | Lovera 9 | (13–11) | Rejemetova 5 | Arena Nord, Frederikshavn Asistență: 402 Arbitri: Kažanegra, Vujačić |
| 9 decembrie 2023 18:00 | 6×       | Raport  | 1×           | Arena Nord, Frederikshavn Asistență: 402 Arbitri: Kažanegra, Vujačić |

| 9 decembrie 2023 20:30 | Iran    | 20 – 32 | Congo      | Arena Nord, Frederikshavn Asistență: 174 Arbitri: Altmár, Horváth |
| 9 decembrie 2023 20:30 | Badvi 6 | (9–19)  | Domingos 6 | Arena Nord, Frederikshavn Asistență: 174 Arbitri: Altmár, Horváth |
| 9 decembrie 2023 20:30 | 2× 1×   | Raport  | 4×         | Arena Nord, Frederikshavn Asistență: 174 Arbitri: Altmár, Horváth |

| 11 decembrie 2023 18:00 | Congo        | 24 – 21 | Chile    | Arena Nord, Frederikshavn Asistență: 154 Arbitri: Bolic, Hurich |
| 11 decembrie 2023 18:00 | Diagouraga 5 | (8–12)  | Lovera 8 | Arena Nord, Frederikshavn Asistență: 154 Arbitri: Bolic, Hurich |
| 11 decembrie 2023 18:00 | 5× 1×        | Raport  | 4× 1×    | Arena Nord, Frederikshavn Asistență: 154 Arbitri: Bolic, Hurich |

| 11 decembrie 2023 20:30 | Iran      | 29 – 33 | Kazahstan | Arena Nord, Frederikshavn Asistență: 67 Arbitri: Doicinov, Gorețov |
| 11 decembrie 2023 20:30 | Merikh 11 | (15–17) | Hardina 7 | Arena Nord, Frederikshavn Asistență: 67 Arbitri: Doicinov, Gorețov |
| 11 decembrie 2023 20:30 | 4× 1×     | Raport  | 2× 1×     | Arena Nord, Frederikshavn Asistență: 67 Arbitri: Doicinov, Gorețov |

### Meciul pentru locul 31
| 13 decembrie 2023 13:00 | Groenlanda | 23 – 28 | Iran     | Arena Nord, Frederikshavn Asistență: 537 Arbitri: Altmár, Horváth |
| 13 decembrie 2023 13:00 | Bjerge 8   | (12–12) | Merikh 6 | Arena Nord, Frederikshavn Asistență: 537 Arbitri: Altmár, Horváth |
| 13 decembrie 2023 13:00 | 5×         | Raport  | 5×       | Arena Nord, Frederikshavn Asistență: 537 Arbitri: Altmár, Horváth |

### Meciul pentru locul 29
| 13 decembrie 2023 15:30 | Paraguay   | 36 – 30 | Kazahstan | Arena Nord, Frederikshavn Asistență: 96 Arbitri: Al-Enezi, Al-Naseem |
| 13 decembrie 2023 15:30 | Portillo 9 | (20–18) | Hardina 9 | Arena Nord, Frederikshavn Asistență: 96 Arbitri: Al-Enezi, Al-Naseem |
| 13 decembrie 2023 15:30 | 3×         | Raport  | 3×        | Arena Nord, Frederikshavn Asistență: 96 Arbitri: Al-Enezi, Al-Naseem |

### Meciul pentru locul 27
| 13 decembrie 2023 18:00 | China | 25 – 26 | Chile    | Arena Nord, Frederikshavn Asistență: 103 Arbitri: El-Saied, El-Saied |
| 13 decembrie 2023 18:00 | Li 8  | (13–15) | Lovera 6 | Arena Nord, Frederikshavn Asistență: 103 Arbitri: El-Saied, El-Saied |
| 13 decembrie 2023 18:00 | 8× 1× | Raport  | 4×       | Arena Nord, Frederikshavn Asistență: 103 Arbitri: El-Saied, El-Saied |

### Meciul pentru locul 25
| 13 decembrie 2023 20:30 | Islanda       | 30 – 28 | Congo       | Arena Nord, Frederikshavn Asistență: 86 Arbitri: Kažanegra, Vujačić |
| 13 decembrie 2023 20:30 | Sturludótti 6 | (14–14) | Ngombele 10 | Arena Nord, Frederikshavn Asistență: 86 Arbitri: Kažanegra, Vujačić |
| 13 decembrie 2023 20:30 | 3×            | Raport  | 5× 1×       | Arena Nord, Frederikshavn Asistență: 86 Arbitri: Kažanegra, Vujačić |

## Grupele principale
Echipele au avansat în grupele principale păstrându-și punctele obținute în grupele preliminare împotriva celorlalte echipe calificate în această fază.

### Grupa I
| Loc | Echipa     | MJ | V | E | Î | GM  | GP  | DG  | Pct | Calificare           |
| --- | ---------- | -- | - | - | - | --- | --- | --- | --- | -------------------- |
| 1   | Suedia (H) | 5  | 5 | 0 | 0 | 143 | 95  | +48 | 10  | Sferturile de finală |
| 2   | Muntenegru | 5  | 3 | 0 | 2 | 128 | 108 | +20 | 6   | Sferturile de finală |
| 3   | Ungaria    | 5  | 3 | 0 | 2 | 132 | 112 | +20 | 6   |                      |
| 4   | Croația    | 5  | 2 | 1 | 2 | 111 | 107 | +4  | 5   |                      |
| 5   | Senegal    | 5  | 1 | 1 | 3 | 103 | 127 | −24 | 3   |                      |
| 6   | Camerun    | 5  | 0 | 0 | 5 | 79  | 147 | −68 | 0   |                      |

1. 1 2  Muntenegru 24–18 Ungaria

| 7 decembrie 2023 15:30 | Muntenegru | 25 – 26 | Croația    | Scandinavium, Göteborg Asistență: 1089 Arbitri: Mata, López |
| 7 decembrie 2023 15:30 | Grbić 5    | (13–13) | Blažević 6 | Scandinavium, Göteborg Asistență: 1089 Arbitri: Mata, López |
| 7 decembrie 2023 15:30 | 4× 2×      | Raport  | 4× 1×      | Scandinavium, Göteborg Asistență: 1089 Arbitri: Mata, López |

| 7 decembrie 2023 18:00 | Senegal | 20 – 30 | Ungaria   | Scandinavium, Göteborg Asistență: 2693 Arbitri: Koo, Lee |
| 7 decembrie 2023 18:00 | Sagna 8 | (8–14)  | Klujber 9 | Scandinavium, Göteborg Asistență: 2693 Arbitri: Koo, Lee |
| 7 decembrie 2023 18:00 | 3× 1×   | Raport  | 4× 1×     | Scandinavium, Göteborg Asistență: 2693 Arbitri: Koo, Lee |

| 7 decembrie 2023 20:30 | Suedia   | 37 – 13 | Camerun  | Scandinavium, Göteborg Asistență: 5187 Arbitri: Corrêa, Corrêa |
| 7 decembrie 2023 20:30 | Hagman 8 | (16–5)  | Engadi 5 | Scandinavium, Göteborg Asistență: 5187 Arbitri: Corrêa, Corrêa |
| 7 decembrie 2023 20:30 |          | Raport  | 1× 2×    | Scandinavium, Göteborg Asistență: 5187 Arbitri: Corrêa, Corrêa |

| 9 decembrie 2023 15:30 | Senegal | 21 – 29 | Muntenegru        | Scandinavium, Göteborg Asistență: 2997 Arbitri: Budzák, Záhradník |
| 9 decembrie 2023 15:30 | Sagna 4 | (8–18)  | patru jucătoare 4 | Scandinavium, Göteborg Asistență: 2997 Arbitri: Budzák, Záhradník |
| 9 decembrie 2023 15:30 | 1×      | Raport  | 4× 1×             | Scandinavium, Göteborg Asistență: 2997 Arbitri: Budzák, Záhradník |

| 9 decembrie 2023 18:00 | Croația                    | 24 – 15 | Camerun  | Scandinavium, Göteborg Asistență: 6165 Arbitri: Koo, Lee |
| 9 decembrie 2023 18:00 | Blažević, Burić, Šenvald 3 | (18–6)  | Engadi 7 | Scandinavium, Göteborg Asistență: 6165 Arbitri: Koo, Lee |
| 9 decembrie 2023 18:00 | 2×                         | Raport  | 3×       | Scandinavium, Göteborg Asistență: 6165 Arbitri: Koo, Lee |

| 9 decembrie 2023 20:30 | Ungaria | 22 – 26 | Suedia               | Scandinavium, Göteborg Asistență: 10561 Arbitri: Covalciuc, Covalciuc |
| 9 decembrie 2023 20:30 | Vámos 6 | (11–10) | Lindqvist, Roberts 7 | Scandinavium, Göteborg Asistență: 10561 Arbitri: Covalciuc, Covalciuc |
| 9 decembrie 2023 20:30 | 3×      | Raport  | 4×                   | Scandinavium, Göteborg Asistență: 10561 Arbitri: Covalciuc, Covalciuc |

| 11 decembrie 2023 15:30 | Camerun                 | 20 – 22 | Senegal | Scandinavium, Göteborg Asistență: 626 Arbitri: Corrêa, Corrêa |
| 11 decembrie 2023 15:30 | Engadi, Ebanga Baboga 5 | (12–7)  | Sagna 6 | Scandinavium, Göteborg Asistență: 626 Arbitri: Corrêa, Corrêa |
| 11 decembrie 2023 15:30 | 4× 1×                   | Raport  | 2× 1×   | Scandinavium, Göteborg Asistență: 626 Arbitri: Corrêa, Corrêa |

| 11 decembrie 2023 18:00 | Ungaria   | 23 – 22 | Croația         | Scandinavium, Göteborg Asistență: 3449 Arbitri: García, Paolantoni |
| 11 decembrie 2023 18:00 | Klujber 9 | (8–11)  | Milosavljević 8 | Scandinavium, Göteborg Asistență: 3449 Arbitri: García, Paolantoni |
| 11 decembrie 2023 18:00 | 4× 3×     | Raport  | 3× 2×           | Scandinavium, Göteborg Asistență: 3449 Arbitri: García, Paolantoni |

| 11 decembrie 2023 20:30 | Muntenegru   | 25 – 32 | Suedia            | Scandinavium, Göteborg Asistență: 6589 Arbitri: Carmaux, Mursch |
| 11 decembrie 2023 20:30 | Despotović 6 | (9–15)  | Hagman, Roberts 6 | Scandinavium, Göteborg Asistență: 6589 Arbitri: Carmaux, Mursch |
| 11 decembrie 2023 20:30 | 6× 2×        | Raport  | 4×                | Scandinavium, Göteborg Asistență: 6589 Arbitri: Carmaux, Mursch |

### Grupa a II-a
| Loc | Echipa        | MJ | V | E | Î | GM  | GP  | DG  | Pct | Calificare           |
| --- | ------------- | -- | - | - | - | --- | --- | --- | --- | -------------------- |
| 1   | Franța        | 5  | 5 | 0 | 0 | 158 | 128 | +30 | 10  | Sferturile de finală |
| 2   | Norvegia (H)  | 5  | 4 | 0 | 1 | 172 | 115 | +57 | 8   | Sferturile de finală |
| 3   | Slovenia      | 5  | 3 | 0 | 2 | 141 | 143 | −2  | 6   |                      |
| 4   | Angola        | 5  | 2 | 0 | 3 | 135 | 153 | −18 | 4   |                      |
| 5   | Austria       | 5  | 1 | 0 | 4 | 137 | 177 | −40 | 2   |                      |
| 6   | Coreea de Sud | 5  | 0 | 0 | 5 | 132 | 159 | −27 | 0   |                      |

| 6 decembrie 2023 15:30 | Coreea de Sud | 27 – 31 | Slovenia | Trondheim Spektrum, Trondheim Asistență: 619 Arbitri: Lemes, Sosa |
| 6 decembrie 2023 15:30 | Ryu 12        | (14–19) | Mavsar 9 | Trondheim Spektrum, Trondheim Asistență: 619 Arbitri: Lemes, Sosa |
| 6 decembrie 2023 15:30 | 2× 1×         | Raport  | 4×       | Trondheim Spektrum, Trondheim Asistență: 619 Arbitri: Lemes, Sosa |

| 6 decembrie 2023 18:00 | Franța    | 41 – 27 | Austria   | Trondheim Spektrum, Trondheim Asistență: 3198 Arbitri: El-Saied, El-Saied |
| 6 decembrie 2023 18:00 | Bouktit 7 | (25–14) | Ivančok 8 | Trondheim Spektrum, Trondheim Asistență: 3198 Arbitri: El-Saied, El-Saied |
| 6 decembrie 2023 18:00 | 4× 1×     | Raport  | 5× 2×     | Trondheim Spektrum, Trondheim Asistență: 3198 Arbitri: El-Saied, El-Saied |

| 6 decembrie 2023 20:30 | Norvegia | 37 – 19 | Angola            | Trondheim Spektrum, Trondheim Asistență: 6806 Arbitri: Jovandić, Sekulić |
| 6 decembrie 2023 20:30 | Herrem 7 | (20–9)  | patru jucătoare 3 | Trondheim Spektrum, Trondheim Asistență: 6806 Arbitri: Jovandić, Sekulić |
| 6 decembrie 2023 20:30 | 1×       | Raport  | 3×                | Trondheim Spektrum, Trondheim Asistență: 6806 Arbitri: Jovandić, Sekulić |

| 8 decembrie 2023 15:30 | Austria  | 25 – 30 | Angola   | Trondheim Spektrum, Trondheim Asistență: 1236 Arbitri: Konjičanin, Konjičanin |
| 8 decembrie 2023 15:30 | Pandža 8 | (14–16) | Carlos 9 | Trondheim Spektrum, Trondheim Asistență: 1236 Arbitri: Konjičanin, Konjičanin |
| 8 decembrie 2023 15:30 | 3× 1×    | Raport  | 4× 1×    | Trondheim Spektrum, Trondheim Asistență: 1236 Arbitri: Konjičanin, Konjičanin |

| 8 decembrie 2023 18:00 | Coreea de Sud | 22 – 32 | Franța  | Trondheim Spektrum, Trondheim Asistență: 3507 Arbitri: Mitrović, Vešović |
| 8 decembrie 2023 18:00 | Gim 5         | (12–17) | Kanor 7 | Trondheim Spektrum, Trondheim Asistență: 3507 Arbitri: Mitrović, Vešović |
| 8 decembrie 2023 18:00 | 5× 1×         | Raport  | 1×      | Trondheim Spektrum, Trondheim Asistență: 3507 Arbitri: Mitrović, Vešović |

| 8 decembrie 2023 20:30 | Slovenia  | 21 – 34 | Norvegia | Trondheim Spektrum, Trondheim Asistență: 5544 Arbitri: Kuttler, Merz |
| 8 decembrie 2023 20:30 | Varagić 5 | (12–17) | Herrem 6 | Trondheim Spektrum, Trondheim Asistență: 5544 Arbitri: Kuttler, Merz |
| 8 decembrie 2023 20:30 | 3× 1×     | Raport  | 2× 1×    | Trondheim Spektrum, Trondheim Asistență: 5544 Arbitri: Kuttler, Merz |

| 10 decembrie 2023 15:30 | Angola     | 33 – 31 | Coreea de Sud | Trondheim Spektrum, Trondheim Asistență: 1716 Arbitri: Jovandić, Sekulić |
| 10 decembrie 2023 15:30 | Kassoma 11 | (9–11)  | Woo 9         | Trondheim Spektrum, Trondheim Asistență: 1716 Arbitri: Jovandić, Sekulić |
| 10 decembrie 2023 15:30 | 2× 1×      | Raport  | 1×            | Trondheim Spektrum, Trondheim Asistență: 1716 Arbitri: Jovandić, Sekulić |

| 10 decembrie 2023 18:00 | Slovenia  | 32 – 27 | Austria  | Trondheim Spektrum, Trondheim Asistență: 4060 Arbitri: Lemes, Sosa |
| 10 decembrie 2023 18:00 | Mavsar 11 | (19–14) | Pandža 7 | Trondheim Spektrum, Trondheim Asistență: 4060 Arbitri: Lemes, Sosa |
| 10 decembrie 2023 18:00 | 2× 1×     | Raport  |          | Trondheim Spektrum, Trondheim Asistență: 4060 Arbitri: Lemes, Sosa |

| 10 decembrie 2023 20:30 | Franța      | 24 – 23 | Norvegia        | Trondheim Spektrum, Trondheim Asistență: 6754 Arbitri: Konjičanin, Konjičanin |
| 10 decembrie 2023 20:30 | Nze Minko 6 | (12–12) | Ingstad, Mørk 4 | Trondheim Spektrum, Trondheim Asistență: 6754 Arbitri: Konjičanin, Konjičanin |
| 10 decembrie 2023 20:30 | 6×          | Raport  | 4×              | Trondheim Spektrum, Trondheim Asistență: 6754 Arbitri: Konjičanin, Konjičanin |

### Grupa a III-a
| Loc | Echipa        | MJ | V | E | Î | GM  | GP  | DG  | Pct | Calificare           |
| --- | ------------- | -- | - | - | - | --- | --- | --- | --- | -------------------- |
| 1   | Danemarca (H) | 5  | 4 | 0 | 1 | 152 | 121 | +31 | 8   | Sferturile de finală |
| 2   | Germania      | 5  | 4 | 0 | 1 | 147 | 120 | +27 | 8   | Sferturile de finală |
| 3   | România       | 5  | 3 | 0 | 2 | 141 | 145 | −4  | 6   |                      |
| 4   | Polonia       | 5  | 2 | 0 | 3 | 119 | 143 | −24 | 4   |                      |
| 5   | Japonia       | 5  | 2 | 0 | 3 | 137 | 141 | −4  | 4   |                      |
| 6   | Serbia        | 5  | 0 | 0 | 5 | 111 | 137 | −26 | 0   |                      |

1. 1 2  Polonia 32–30 Japonia

| 7 decembrie 2023 15:30 | Serbia          | 21 – 22 | Polonia          | Jyske Bank Boxen, Herning Asistență: 511 Arbitri: Belkhiri, Hamidi |
| 7 decembrie 2023 15:30 | Radosavljević 6 | (13–10) | Kochaniak-Sala 6 | Jyske Bank Boxen, Herning Asistență: 511 Arbitri: Belkhiri, Hamidi |
| 7 decembrie 2023 15:30 | 5× 2×           | Raport  | 3×               | Jyske Bank Boxen, Herning Asistență: 511 Arbitri: Belkhiri, Hamidi |

| 7 decembrie 2023 18:00 | Germania     | 24 – 22 | România    | Jyske Bank Boxen, Herning Asistență: 4526 Arbitri: Lah, Sok |
| 7 decembrie 2023 18:00 | Döll, Lott 4 | (9–12)  | Buceschi 8 | Jyske Bank Boxen, Herning Asistență: 4526 Arbitri: Lah, Sok |
| 7 decembrie 2023 18:00 | 4× 1×        | Raport  | 3× 1×      | Jyske Bank Boxen, Herning Asistență: 4526 Arbitri: Lah, Sok |

| 7 decembrie 2023 20:30 | Danemarca | 26 – 27 | Japonia   | Jyske Bank Boxen, Herning Asistență: 6707 Arbitri: Carmaux, Mursch |
| 7 decembrie 2023 20:30 | Højlund 5 | (12–12) | Hattori 7 | Jyske Bank Boxen, Herning Asistență: 6707 Arbitri: Carmaux, Mursch |
| 7 decembrie 2023 20:30 | 5× 1×     | Raport  | 2×        | Jyske Bank Boxen, Herning Asistență: 6707 Arbitri: Carmaux, Mursch |

| 9 decembrie 2023 15:30 | România     | 32 – 28 | Japonia           | Jyske Bank Boxen, Herning Asistență: 3502 Arbitri: García, Paolantoni |
| 9 decembrie 2023 15:30 | Buceschi 12 | (17–14) | Aizawa, Hattori 5 | Jyske Bank Boxen, Herning Asistență: 3502 Arbitri: García, Paolantoni |
| 9 decembrie 2023 15:30 | 4× 1×       | Raport  | 4×                | Jyske Bank Boxen, Herning Asistență: 3502 Arbitri: García, Paolantoni |

| 9 decembrie 2023 18:00 | Serbia    | 21 – 31 | Germania | Jyske Bank Boxen, Herning Asistență: 8138 Arbitri: Mata, López |
| 9 decembrie 2023 18:00 | Jovović 6 | (13–14) | Döll 5   | Jyske Bank Boxen, Herning Asistență: 8138 Arbitri: Mata, López |
| 9 decembrie 2023 18:00 | 4×        | Raport  | 3×       | Jyske Bank Boxen, Herning Asistență: 8138 Arbitri: Mata, López |

| 9 decembrie 2023 20:30 | Polonia  | 22 – 32 | Danemarca             | Jyske Bank Boxen, Herning Asistență: 10398 Arbitri: Bolic, Hurich |
| 9 decembrie 2023 20:30 | Rosiak 6 | (12–15) | Jørgensen, Østergaard | Jyske Bank Boxen, Herning Asistență: 10398 Arbitri: Bolic, Hurich |
| 9 decembrie 2023 20:30 | 8×       | Raport  | 3×                    | Jyske Bank Boxen, Herning Asistență: 10398 Arbitri: Bolic, Hurich |

| 11 decembrie 2023 15:30 | Japonia    | 22 – 20 | Serbia       | Jyske Bank Boxen, Herning Asistență: 1979 Arbitri: Covalciuc, Covalciuc |
| 11 decembrie 2023 15:30 | Nakayama 6 | (9–8)   | Vukajlović 6 | Jyske Bank Boxen, Herning Asistență: 1979 Arbitri: Covalciuc, Covalciuc |
| 11 decembrie 2023 15:30 | 3×         | Raport  | 3× 1×        | Jyske Bank Boxen, Herning Asistență: 1979 Arbitri: Covalciuc, Covalciuc |

| 11 decembrie 2023 18:00 | Polonia  | 26 – 27 | România     | Jyske Bank Boxen, Herning Asistență: 5221 Arbitri: Belkhiri, Hamidi |
| 11 decembrie 2023 18:00 | Balsam 8 | (10–13) | Buceschi 11 | Jyske Bank Boxen, Herning Asistență: 5221 Arbitri: Belkhiri, Hamidi |
| 11 decembrie 2023 18:00 | 3× 1×    | Raport  | 4× 1×       | Jyske Bank Boxen, Herning Asistență: 5221 Arbitri: Belkhiri, Hamidi |

| 11 decembrie 2023 20:30 | Germania | 28 – 30 | Danemarca | Jyske Bank Boxen, Herning Asistență: 8514 Arbitri: Lah, Sok |
| 11 decembrie 2023 20:30 | Bölk 5   | (13–15) | Friis 7   | Jyske Bank Boxen, Herning Asistență: 8514 Arbitri: Lah, Sok |
| 11 decembrie 2023 20:30 | 6× 1×    | Raport  | 3× 1×     | Jyske Bank Boxen, Herning Asistență: 8514 Arbitri: Lah, Sok |

### Grupa a IV-a
| Loc | Echipa        | MJ | V | E | Î | GM  | GP  | DG  | Pct | Calificare           |
| --- | ------------- | -- | - | - | - | --- | --- | --- | --- | -------------------- |
| 1   | Țările de Jos | 5  | 5 | 0 | 0 | 178 | 115 | +63 | 10  | Sferturile de finală |
| 2   | Cehia         | 5  | 3 | 0 | 2 | 138 | 130 | +8  | 6   | Sferturile de finală |
| 3   | Brazilia      | 5  | 3 | 0 | 2 | 150 | 128 | +22 | 6   |                      |
| 4   | Spania        | 5  | 3 | 0 | 2 | 132 | 127 | +5  | 6   |                      |
| 5   | Argentina     | 5  | 1 | 0 | 4 | 115 | 155 | −40 | 2   |                      |
| 6   | Ucraina       | 5  | 0 | 0 | 5 | 104 | 162 | −58 | 0   |                      |

1. 1 2 3  Cehia 2 puncte, golaveraj +5; Brazilia 2 puncte, golaveraj +1; Spania 2 puncte, golaveraj −6.

| 6 decembrie 2023 15:30 | Ucraina    | 23 – 30 | Cehia       | Arena Nord, Frederikshavn Asistență: 711 Arbitri: Altmár, Horváth |
| 6 decembrie 2023 15:30 | Smbatian 5 | (11–15) | Jeřábková 9 | Arena Nord, Frederikshavn Asistență: 711 Arbitri: Altmár, Horváth |
| 6 decembrie 2023 15:30 | 2×         | Raport  |             | Arena Nord, Frederikshavn Asistență: 711 Arbitri: Altmár, Horváth |

| 6 decembrie 2023 18:00 | Spania       | 30 – 23 | Argentina | Arena Nord, Frederikshavn Asistență: 902 Arbitri: Kažanegra, Vujačić |
| 6 decembrie 2023 18:00 | Etxeberria 7 | (12–13) | Gavilán 8 | Arena Nord, Frederikshavn Asistență: 902 Arbitri: Kažanegra, Vujačić |
| 6 decembrie 2023 18:00 | 2×           | Raport  | 1×        | Arena Nord, Frederikshavn Asistență: 902 Arbitri: Kažanegra, Vujačić |

| 6 decembrie 2023 20:30 | Țările de Jos | 35 – 27 | Brazilia   | Arena Nord, Frederikshavn Asistență: 855 Arbitri: Lovin, Stancu |
| 6 decembrie 2023 20:30 | Housheer 6    | (18–13) | De Abreu 7 | Arena Nord, Frederikshavn Asistență: 855 Arbitri: Lovin, Stancu |
| 6 decembrie 2023 20:30 | 3×            | Raport  | 3× 1×      | Arena Nord, Frederikshavn Asistență: 855 Arbitri: Lovin, Stancu |

| 8 decembrie 2023 15:30 | Brazilia              | 33 – 19 | Argentina | Arena Nord, Frederikshavn Asistență: 417 Arbitri: Doicinov, Gorețov |
| 8 decembrie 2023 15:30 | De Castro, De Paula 5 | (16–7)  | Pizzo 5   | Arena Nord, Frederikshavn Asistență: 417 Arbitri: Doicinov, Gorețov |
| 8 decembrie 2023 15:30 | 4×                    | Raport  | 1×        | Arena Nord, Frederikshavn Asistență: 417 Arbitri: Doicinov, Gorețov |

| 8 decembrie 2023 18:00 | Cehia       | 30 – 22 | Spania   | Arena Nord, Frederikshavn Asistență: 697 Arbitri: Hansen, Madsen |
| 8 decembrie 2023 18:00 | Jeřábková 9 | (13–9)  | Buforn 6 | Arena Nord, Frederikshavn Asistență: 697 Arbitri: Hansen, Madsen |
| 8 decembrie 2023 18:00 | 2× 1×       | Raport  |          | Arena Nord, Frederikshavn Asistență: 697 Arbitri: Hansen, Madsen |

| 8 decembrie 2023 20:30 | Ucraina | 21 – 40 | Țările de Jos | Arena Nord, Frederikshavn Asistență: 823 Arbitri: Al-Enezi, Al-Naseem |
| 8 decembrie 2023 20:30 | Șukal 5 | (8–19)  | Abbingh 8     | Arena Nord, Frederikshavn Asistență: 823 Arbitri: Al-Enezi, Al-Naseem |
| 8 decembrie 2023 20:30 | 3× 1×   | Raport  | 2×            | Arena Nord, Frederikshavn Asistență: 823 Arbitri: Al-Enezi, Al-Naseem |

| 10 decembrie 2023 12:00 | Argentina | 25 – 20 | Ucraina      | Arena Nord, Frederikshavn Asistență: 504 Arbitri: Kažanegra, Vujačić |
| 10 decembrie 2023 12:00 | Cavo 6    | (13–11) | Konovalova 6 | Arena Nord, Frederikshavn Asistență: 504 Arbitri: Kažanegra, Vujačić |
| 10 decembrie 2023 12:00 | 6×        | Raport  | 5× 1×        | Arena Nord, Frederikshavn Asistență: 504 Arbitri: Kažanegra, Vujačić |

| 10 decembrie 2023 14:15 | Cehia        | 27 – 30 | Brazilia    | Arena Nord, Frederikshavn Asistență: 769 Arbitri: Lovin, Stancu |
| 10 decembrie 2023 14:15 | Jeřábková 11 | (17–16) | De Castro 9 | Arena Nord, Frederikshavn Asistență: 769 Arbitri: Lovin, Stancu |
| 10 decembrie 2023 14:15 | 2×           | Raport  | 3× 1×       | Arena Nord, Frederikshavn Asistență: 769 Arbitri: Lovin, Stancu |

| 10 decembrie 2023 16:30 | Țările de Jos | 29 – 21 | Spania                 | Arena Nord, Frederikshavn Asistență: 1314 Arbitri: Hansen, Madsen |
| 10 decembrie 2023 16:30 | Sprengers 6   | (13–9)  | González, So Delgado 5 | Arena Nord, Frederikshavn Asistență: 1314 Arbitri: Hansen, Madsen |
| 10 decembrie 2023 16:30 | 3×            | Raport  | 2×                     | Arena Nord, Frederikshavn Asistență: 1314 Arbitri: Hansen, Madsen |

## Fazele superioare

### Tablou
|  | Sferturi de finală | Sferturi de finală |              |    | Semifinale  | Semifinale  |  |  | Finala | Finala |
|  |                    |                    |              |    |             |             |  |  |        |        |
|  | 13 decembrie       |                    |              |    |             |             |  |  |        |        |
|  |                    |                    |              |    |             |             |  |  |        |        |
|  | Suedia             | 27                 |              |    |             |             |  |  |        |        |
|  | Suedia             | 27                 | 15 decembrie |    |             |             |  |  |        |        |
|  | Germania           | 20                 |              |    |             |             |  |  |        |        |
|  | Germania           | 20                 | Suedia       | 28 |             |             |  |  |        |        |
|  | 12 decembrie       |                    | Suedia       | 28 |             |             |  |  |        |        |
|  |                    | Franța             | 37           |    |             |             |  |  |        |        |
|  | Franța             | Franța             | 37           | 33 |             |             |  |  |        |        |
|  | Franța             |                    | 17 decembrie | 33 |             |             |  |  |        |        |
|  | Cehia              | 22                 |              |    |             |             |  |  |        |        |
|  | Cehia              | 22                 | Franța       | 31 |             |             |  |  |        |        |
|  | 13 decembrie       |                    | Franța       | 31 |             |             |  |  |        |        |
|  |                    | Norvegia           | 28           |    |             |             |  |  |        |        |
|  | Danemarca          | Norvegia           | 28           | 26 |             |             |  |  |        |        |
|  | Danemarca          | 15 decembrie       |              | 26 |             |             |  |  |        |        |
|  | Muntenegru         | 24                 |              |    |             |             |  |  |        |        |
|  | Muntenegru         | 24                 | Danemarca    | 28 |             |             |  |  |        |        |
|  | 12 decembrie       |                    | Danemarca    | 28 |             |             |  |  |        |        |
|  |                    | Norvegia           | 29           |    | Finala mică | Finala mică |  |  |        |        |
|  | Țările de Jos      | Norvegia           | 29           | 23 | Finala mică | Finala mică |  |  |        |        |
|  | Țările de Jos      |                    | 17 decembrie | 23 |             |             |  |  |        |        |
|  | Norvegia           | 30                 |              |    |             |             |  |  |        |        |
|  | Norvegia           | 30                 | Suedia       | 27 |             |             |  |  |        |        |
|  |                    |                    |              |    |             |             |  |  |        |        |
|  | Danemarca          | 28                 |              |    |             |             |  |  |        |        |
|  | Danemarca          | 28                 |              |    |             |             |  |  |        |        |

### Sferturile de finală
| 12 decembrie 2023 17:30 | Franța      | 33 – 22 | Cehia       | Trondheim Spektrum, Trondheim Asistență: 4455 Arbitri: Mata, López |
| 12 decembrie 2023 17:30 | Nze Minko 5 | (18–16) | Jeřábková 6 | Trondheim Spektrum, Trondheim Asistență: 4455 Arbitri: Mata, López |
| 12 decembrie 2023 17:30 | 4×          | Raport  | 1× 2×       | Trondheim Spektrum, Trondheim Asistență: 4455 Arbitri: Mata, López |

| 12 decembrie 2023 20:30 | Țările de Jos         | 23 – 30 | Norvegia   | Trondheim Spektrum, Trondheim Asistență: 7514 Arbitri: Kuttler, Merz |
| 12 decembrie 2023 20:30 | Housheer, Malestein 4 | (11–12) | Skogrand 9 | Trondheim Spektrum, Trondheim Asistență: 7514 Arbitri: Kuttler, Merz |
| 12 decembrie 2023 20:30 | 3×                    | Raport  | 7× 1×      | Trondheim Spektrum, Trondheim Asistență: 7514 Arbitri: Kuttler, Merz |

| 13 decembrie 2023 17:30 | Suedia            | 27 – 20 | Germania                      | Jyske Bank Boxen, Herning Asistență: 6613 Arbitri: Hansen, Madsen |
| 13 decembrie 2023 17:30 | patru jucătoare 5 | (16–6)  | Berger, Grijseels, Leuchter 4 | Jyske Bank Boxen, Herning Asistență: 6613 Arbitri: Hansen, Madsen |
| 13 decembrie 2023 17:30 | 1×                | Raport  |                               | Jyske Bank Boxen, Herning Asistență: 6613 Arbitri: Hansen, Madsen |

| 13 decembrie 2023 20:30 | Danemarca       | 26 – 24 | Muntenegru | Jyske Bank Boxen, Herning Asistență: 11031 Arbitri: Belkhiri, Hamidi |
| 13 decembrie 2023 20:30 | Friis, Hansen 5 | (13–10) | Mugoša 6   | Jyske Bank Boxen, Herning Asistență: 11031 Arbitri: Belkhiri, Hamidi |
| 13 decembrie 2023 20:30 | 1×              | Raport  | 6× 2×      | Jyske Bank Boxen, Herning Asistență: 11031 Arbitri: Belkhiri, Hamidi |

### Semifinalele
| 15 decembrie 2023 17:30 | Danemarca            | 28 – 29 (Prel.) | Norvegia   | Jyske Bank Boxen, Herning Asistență: 12136 Arbitri: Konjičanin, Konjičanin |
| 15 decembrie 2023 17:30 | Jørgensen 7          | (14–9)          | Reistad 15 | Jyske Bank Boxen, Herning Asistență: 12136 Arbitri: Konjičanin, Konjičanin |
| 15 decembrie 2023 17:30 | 5× 1×                | Raport          | 4×         | Jyske Bank Boxen, Herning Asistență: 12136 Arbitri: Konjičanin, Konjičanin |
| 15 decembrie 2023 17:30 | FT: 23–23 Prel.: 5–6 |                 |            | Jyske Bank Boxen, Herning Asistență: 12136 Arbitri: Konjičanin, Konjičanin |

| 15 decembrie 2023 20:30 | Suedia   | 28 – 37 | Franța    | Jyske Bank Boxen, Herning Asistență: 8154 Arbitri: Kuttler, Merz |
| 15 decembrie 2023 20:30 | Hagman 5 | (11–19) | Horacek 9 | Jyske Bank Boxen, Herning Asistență: 8154 Arbitri: Kuttler, Merz |
| 15 decembrie 2023 20:30 | 5×       | Raport  | 2× 1×     | Jyske Bank Boxen, Herning Asistență: 8154 Arbitri: Kuttler, Merz |

### Locurile 5-8 din play-off
|  | Semifinale    | Semifinale    |    |              | Locurile 5–6 | Locurile 5–6 |  |
|  |               |               |    |              |              |              |  |
|  | 15 decembrie  |               |    |              |              |              |  |
|  | Germania      | 32            |    |              |              |              |  |
|  | Cehia         | 26            |    |              |              |              |  |
|  |               |               |    |              |              |              |  |
|  |               |               |    |              | 17 decembrie |              |  |
|  |               |               |    |              | Germania     | 26           |  |
|  |               | Țările de Jos | 30 |              |              |              |  |
|  |               |               |    |              |              |              |  |
|  |               |               |    |              |              |              |  |
|  |               |               |    |              | Locurile 7–8 |              |  |
|  | 15 decembrie  | 15 decembrie  |    | 17 decembrie | 17 decembrie |              |  |
|  | Muntenegru    | 25            |    | Cehia        | 24           |              |  |
|  | Țările de Jos | 28            |    |              | Muntenegru   | 28           |  |

### Semifinalele pentru locurile 5-8
| 15 decembrie 2023 11:30 | Germania   | 32 – 26 | Cehia       | Jyske Bank Boxen, Herning Asistență: 445 Arbitri: García, Paolantoni |
| 15 decembrie 2023 11:30 | Leuchter 6 | (14–12) | Jeřábková 6 | Jyske Bank Boxen, Herning Asistență: 445 Arbitri: García, Paolantoni |
| 15 decembrie 2023 11:30 | 6× 3×      | Raport  | 3×          | Jyske Bank Boxen, Herning Asistență: 445 Arbitri: García, Paolantoni |

| 15 decembrie 2023 14:30 | Muntenegru | 25 – 28 | Țările de Jos | Jyske Bank Boxen, Herning Asistență: 1627 Arbitri: Hansen, Madsen |
| 15 decembrie 2023 14:30 | Mugoša 6   | (13–14) | Malestein 8   | Jyske Bank Boxen, Herning Asistență: 1627 Arbitri: Hansen, Madsen |
| 15 decembrie 2023 14:30 | 1×         | Raport  | 1×            | Jyske Bank Boxen, Herning Asistență: 1627 Arbitri: Hansen, Madsen |

### Meciul pentru locul șapte
| 17 decembrie 2023 10:15 | Cehia                              | 24 – 28 | Muntenegru | Jyske Bank Boxen, Herning Asistență: 491 Arbitri: Lovin, Stancu |
| 17 decembrie 2023 10:15 | Jeřábková, Stříšková, Šustáčková 5 | (10–14) | Grbić 7    | Jyske Bank Boxen, Herning Asistență: 491 Arbitri: Lovin, Stancu |
| 17 decembrie 2023 10:15 | 1×                                 | Raport  | 5× 1×      | Jyske Bank Boxen, Herning Asistență: 491 Arbitri: Lovin, Stancu |

### Meciul pentru locul cinci
| 17 decembrie 2023 13:00 | Germania | 26 – 30 | Țările de Jos | Jyske Bank Boxen, Herning Asistență: 2594 Arbitri: Covalciuc, Covalciuc |
| 17 decembrie 2023 13:00 | Döll 7   | (7–16)  | Malestein 7   | Jyske Bank Boxen, Herning Asistență: 2594 Arbitri: Covalciuc, Covalciuc |
| 17 decembrie 2023 13:00 | 5×       | Raport  | 4×            | Jyske Bank Boxen, Herning Asistență: 2594 Arbitri: Covalciuc, Covalciuc |

### Finala mică
| 17 decembrie 2023 16:00 | Suedia             | 27 – 28 | Danemarca                    | Jyske Bank Boxen, Herning Asistență: 11877 Arbitri: Mata, López |
| 17 decembrie 2023 16:00 | Blohm, Mellegård 7 | (15–18) | Hansen, Højlund, Jørgensen 5 | Jyske Bank Boxen, Herning Asistență: 11877 Arbitri: Mata, López |
| 17 decembrie 2023 16:00 | 2×                 | Raport  | 1× 2×                        | Jyske Bank Boxen, Herning Asistență: 11877 Arbitri: Mata, López |

### Finala
| 17 decembrie 2023 19:00 | Franța               | 31 – 28 | Norvegia | Jyske Bank Boxen, Herning Asistență: 12031 Arbitri: Lah, Sok |
| 17 decembrie 2023 19:00 | Grandveau, Horacek 5 | (20–17) | Mørk 8   | Jyske Bank Boxen, Herning Asistență: 12031 Arbitri: Lah, Sok |
| 17 decembrie 2023 19:00 | 4× 1×                | Raport  | 3× 2×    | Jyske Bank Boxen, Herning Asistență: 12031 Arbitri: Lah, Sok |

## Clasament și statistici

### Clasamentul final
Locurile de la 1 la 8 și de la 25 la 32 au fost decise prin play-off sau meciuri eliminatorii. Perdanții sferturilor de finală s-au clasat pe locurile 5-8 în clasamentul general, în funcție de locurile din grupele principale și de punctele și golaverajul obținut. Echipele care au terminat pe locurile trei în grupele principale s-au clasat pe locurile 9-12 în clasamentul general, echipele care au terminat pe locurile patru în grupele principale s-au clasat pe locurile 13-16 în clasamentul general, echipele care au terminat pe locurile cinci în grupele principale s-au clasat pe locurile 17-20, iar echipele care au terminat pe locurile șase în grupele principale s-au clasat pe locurile 21-24. În caz de egalitate la puncte, s-a luat în considerare golaverajul din grupele principale, apoi numărul de goluri marcate. Dacă echipele au rămas în continuare la egalitate, s-au luat în considerare punctele câștigate în grupele preliminare, urmate de golaveraj și apoi de numărul de goluri marcate în acea rundă.
| Loc | Echipă        |
| --- | ------------- |
| 1   | Franța        |
| 2   | Norvegia      |
| 3   | Danemarca     |
| 4   | Suedia        |
| 5   | Țările de Jos |
| 6   | Germania      |
| 7   | Muntenegru    |
| 8   | Cehia         |
| 9   | Brazilia      |
| 10  | Ungaria       |
| 11  | Slovenia      |
| 12  | România       |
| 13  | Spania        |
| 14  | Croația       |
| 15  | Angola        |
| 16  | Polonia       |
| 17  | Japonia       |
| 18  | Senegal       |
| 19  | Austria       |
| 20  | Argentina     |
| 21  | Serbia        |
| 22  | Coreea de Sud |
| 23  | Ucraina       |
| 24  | Camerun       |
| 25  | Islanda       |
| 26  | Congo         |
| 27  | Chile         |
| 28  | China         |
| 29  | Paraguay      |
| 30  | Kazahstan     |
| 31  | Iran          |
| 32  | Groenlanda    |

|  | Calificată la Jocurile Olimpice din 2024 și la Campionatul Mondial din 2025                                                     |
|  | Calificată la Jocurile Olimpice din 2024                                                                                        |
|  | Calificate la Jocurile Olimpice din 2024 prin intermediul altor turnee                                                          |
|  | Calificate la turneul olimpic de calificare                                                                                     |
|  | Calificate la turneul olimpic de calificare prin intermediul altor turnee                                                       |
|  | Neeligibilă pentru calificarea la olimpiadă: Groenlanda nu are un Comitet Olimpic recunoscut de Comitetul Olimpic internațional |

| Campionatul Mondial de Handbal Feminin din 2023 · Franța · Al treilea titlu Echipa: Laura Glauser, Méline Nocandy, Alicia Toublanc, Chloé Valentini, Coralie Lassource, Grâce Zaadi, Laura Flippes, Orlane Kanor, Tamara Horacek, Déborah Lassource, Pauletta Foppa, Estelle Nze Minko, Oriane Ondono, Camille Depuiset, Lucie Granier, Sarah Bouktit, Léna Grandveau, Hatadou Sako · Antrenor principal: Olivier Krumbholz |

| Post                          | Handbalistă                |
| ----------------------------- | -------------------------- |
| Jucătoarea competiției (MVP)  | Henny Reistad (NOR)        |
| Portar                        | Laura Glauser (FRA)        |
| Extremă dreapta               | Nathalie Hagman (SWE)      |
| Inter dreapta                 | Louise Burgaard (DEN)      |
| Centru                        | Stine Bredal Oftedal (NOR) |
| Inter stânga                  | Estelle Nze Minko (FRA)    |
| Extremă stânga                | Chloé Valentini (FRA)      |
| Pivot                         | Linn Blohm (SWE)           |
| Cea mai bună tânără jucătoare | Viola Leuchter (GER)       |
| Golgheter                     | Markéta Jeřábková (CZE)    |

| Poz. | Nume                | Goluri | Șuturi | %  | Meciuri |
| ---- | ------------------- | ------ | ------ | -- | ------- |
| 1    | Markéta Jeřábková   | 63     | 110    | 57 | 9       |
| 2    | Henny Reistad       | 52     | 70     | 74 | 9       |
| 3    | Eliza Buceschi      | 47     | 63     | 75 | 6       |
| 3    | Angela Malestein    | 47     | 66     | 71 | 9       |
| 3    | Kristina Jørgensen  | 47     | 74     | 64 | 9       |
| 6    | Veronika Malá       | 46     | 64     | 72 | 9       |
| 7    | Nathalie Hagman     | 43     | 57     | 75 | 9       |
| 7    | Dijana Mugoša       | 43     | 62     | 69 | 9       |
| 9    | Camilla Herrem      | 42     | 54     | 78 | 9       |
| 10   | Charlotte Cholevová | 41     | 70     | 59 | 9       |
| 10   | Fatemeh Merikh      | 41     | 87     | 47 | 7       |

| Poz. | Nume                 | %  | Parade | Șuturi | Meciuri |
| ---- | -------------------- | -- | ------ | ------ | ------- |
| 1    | Irma Schjött         | 58 | 18     | 31     | 2       |
| 2    | Olivia Lykke Nygaard | 56 | 10     | 18     | 2       |
| 3    | Marta Batinović      | 51 | 40     | 78     | 4       |
| 4    | Anna Kristensen      | 50 | 11     | 22     | 1       |
| 5    | Atsuko Baba          | 49 | 26     | 53     | 3       |
| 6    | Silje Solberg        | 40 | 65     | 161    | 8       |
| 7    | Lucija Bešen         | 39 | 31     | 79     | 6       |
| 7    | Zsófi Szemerey       | 39 | 12     | 31     | 4       |
| 9    | Rinka Duijndam       | 38 | 28     | 73     | 7       |
| 9    | Tess Lieder          | 38 | 18     | 47     | 6       |